# 戯言シリーズ
「戯言シリーズ」（ざれごとシリーズ）は、西尾維新のデビュー作『クビキリサイクル 青色サヴァンと戯言遣い』（クビキリサイクル あおいろサヴァンとざれごとづかい）をはじめとする小説シリーズ。イラストは竹が担当している。初代担当編集者は太田克史。7作品（10冊）が刊行されている。
外伝作品である「人間シリーズ」（にんげんシリーズ）、「哀川潤の失敗」（あいかわじゅんのしっぱい）、「最強シリーズ」（さいきょうシリーズ）、『人類最強のヴェネチア』（じんるいさいきょうのヴェネチア）についても本項で記述する。

## 概要
主人公である「ぼく」が、周りで起きる殺人事件を解決へと導いていく推理小説であるが、物語が進むに連れてミステリー要素は少なくなっていく。戯言シリーズ全体の英題は「Juvenile Talk」。
講談社ノベルス（講談社）より2002年2月5日から刊行されている。後に文庫化され、講談社文庫より2008年4月15日から刊行されている。「新青春エンタ」を標榜している。
第1作『クビキリサイクル 青色サヴァンと戯言遣い』は第23回メフィスト賞を受賞している。文芸雑誌『メフィスト』上の座談会では何回も話題になった上での受賞となった。日経BP社がインターネットで実施したアンケートを基に公表した「2003年度ライトノベルランキング」では5位を獲得している。「このライトノベルがすごい!」作品部門では2005年版で2位、2006年版で第1位、2007年版で3位を獲得している。
シリーズ物であるがネタバレには配慮されており、どの巻から読んでも問題のない作りになっている（複数巻構成である『サイコロジカル』『ネコソギラジカル』以外）。
2016年5月6日にアニメ化プロジェクトが発表。同年8月20日に『クビキリサイクル 青色サヴァンと戯言遣い』がシャフトによってOVAで映像化され、同年10月26日以降、全8巻で発売される。
同作者の「〈物語〉シリーズ」とのコラボ小説『混物語』として「第軍話 しおぎレンジャー」、「第招話 あかりトリプル」、「第喰話 りずむロックン」、「第大話 みここコミュニティ」が存在する。
本シリーズは2005年11月7日刊行の『ネコソギラジカル（下） 青色サヴァンと戯言遣い』で完結とされていたが、2022年8月7日公開の西尾維新デビュー20周年記念PVにて新作『キドナプキディング 青色サヴァンと戯言遣いの娘』を刊行することが発表され、2023年2月8日に刊行された。

## 作風・製作背景
「『萌え』と『ミステリー』の融和」を目指して描かれた作品であり、作中には多数のいわゆる「萌えキャラ」が登場し、「萌え要素」自体が伏線になっていることもある。
元々は推理小説として書き始められたが、物語が進むにつれて「人外バトル」的な要素が増えていき、『ヒトクイマジカル』の頃にはミステリー要素はほぼ放棄されている。また西尾が「キャラクターを書くのが楽しくなった」という理由で「萌えとミステリーの融和」は二の次になっていくが、「萌えキャラが次々にあっさりと死んでいく」という点はどの巻でもほぼ共通している。
また、西尾はツタヤとのインタビューの中で、本シリーズにおいて一人のキャラクターを確立させたら、対となるキャラクターを作るという手法を取っていることを明らかにしている。たとえば、玖渚友と戯言遣いはコンビであると同時に対照的なキャラクター性が持たれているほか、零崎人識は戯言遣いの対となるキャラクターとして作られた。さらに、零崎人識の兄たちのように、一人ずつ裏返したり、違いを持たせるといった手法も取られている。
西尾は執筆にあたり影響を受けた作品として上遠野浩平のブギーポップシリーズを挙げており、同作品で行われていた時系列と視点を入れ替える手法も試してみたが、本シリーズでのデビューに際し「視点を主人公の一人称に統一」「時系列を全く入れ替えない」事でブギーポップと逆をやるコンセプトとしたと明かしている。

## 各巻あらすじ・登場人物
| あらすじ | 登場人物 |
| クビキリサイクル 青色サヴァンと戯言遣い（英題：Alred marchen） | クビキリサイクル 青色サヴァンと戯言遣い（英題：Alred marchen） |
| --- | --- |
| 19歳の大学生である「ぼく」は、あるとき友人である玖渚友の付き添いとして、日本海に浮かぶ孤島、「鴉の濡れ羽島」を訪れる。そこには、画家・伊吹かなみ、料理人・佐代野弥生、ER3システムと呼ばれる組織の最高峰である七愚人の一人・園山赤音、占い師・姫菜真姫と呼ばれる天才やその関係者が来ていた。やがて、かなみが密室で殺される。事態を収拾しようと「ぼくは」1つ提案をするも、2人目の被害者を出してしまう。犯人を探すため、「ぼく」は本格的に動き出す。                                                                | 赤神イリア、班田玲、千賀あかり、千賀ひかり、千賀てる子、伊吹かなみ、佐代野弥生、園山赤音、姫菜真姫、玖渚友、逆木深夜、ぼく、哀川潤 |
| クビシメロマンチスト 人間失格・零崎人識（英題：Easy Love, Easy No） | |
| 「鴉の濡れ羽島」から帰ってきて数日後、「ぼく」はクラスメイトの葵井巫女子から彼女の親友である江本智恵の誕生日パーティーに誘われる。それと同時に、世間を騒がせる連続殺人犯・零崎人識と邂逅する。 渋々ながらもパーティーへの誘いを了承し、智恵と巫女子、巫女子の友人である貴宮むいみ、宇佐美秋春を加えた4人とともに、それなりに楽しい時を過ごす。その翌日、「ぼく」のもとへ警察が来て、江本智恵が殺されたことが判明する。智恵との会話で彼女に何かを感じた「ぼく」は、再び出会った人識とともに、事件の究明を目指す。 | ぼく、零崎人識、貴宮むいみ、宇佐美秋春、江本智恵、葵井巫女子、浅野みいこ、鈴無音々、佐々沙咲、斑鳩数一、玖渚友、哀川潤 |
| クビツリハイスクール 戯言遣いの弟子（英題：ZigZag Highschool） | |
| 「ぼく」は哀川潤の依頼の手助けのため、お嬢様学校・澄百合学園へ半ば無理矢理連れて来られた。「ぼく」は紫木一姫という女子生徒を連れ出すために潜入する。 やがて、澄百合学園が単なるお嬢様学校ではなく人間兵器の育成機関であることが判明し、「ぼく」は生徒たちに追い回される。 | 哀川潤、紫木一姫、ぼく、市井遊馬、萩原子荻、西条玉藻、檻神ノア |
| サイコロジカル（上） 兎吊木垓輔の戯言殺し / （下） 曳かれ者の小唄（英題：MAD DEMON & DEAD BLUE） | |
| 玖渚友の昔の仲間、綾南豹から「同じく友の昔の仲間・兎吊木垓輔が悪名高き斜道卿壱郎博士に囚われている」という連絡が入る。友は「ぼく」、鈴無音々とともに、絶対の守りを誇る斜道卿壱郎研究施設へと急ぐ。 | 玖渚友、鈴無音々、ぼく、斜道卿壱郎、大垣志人、宇瀬美幸、神足雛善、根尾古新、三好心視、春日井春日、兎吊木垓輔、哀川潤、石丸小唄(零崎愛識) |
| ヒトクイマジカル 殺戮奇術の匂宮兄妹（英題：Do not eat, need we say more?） | |
| ある日、「ぼく」は大学助教授・木賀峰約から研究の手伝いを依頼される。さして興味もなかったために断るが、隣人の浅野みいこが骨董趣味のために少なくない金を必要としていると知り、それが研究の報酬と一致していたため、アパートの住人となった一姫と、少し前から「ぼく」の部屋に居候していた春日井春日とともに依頼を受ける。 | ぼく、木賀峰約、円朽葉、匂宮出夢、匂宮理澄、浅野みいこ、紫木一姫、闇口崩子、石凪萌太、隼荒唐丸、七々見奈波、春日井春日、哀川潤、西東天、玖渚友 |
| ネコソギラジカル（上） 十三階段 / （中） 赤き征裁 vs. 橙なる種 / （下） 青色サヴァンと戯言遣い（英題：（上）Party / （中）Halloween / （下）After Festival） | |
| 「ぼく」を自身の敵と認識した狐面の男・西東天。現れる敵・十三階段。死んだと思っていた友人・想影真心。世界の終わり。物語は終局に向け、加速する。 | 赤神イリア、班田玲、千賀あかり、千賀ひかり、千賀てる子、伊吹かなみ、佐代野弥生、姫菜真姫、園山赤音、逆木深夜、貴宮むいみ、宇佐美秋春、江本智恵、葵井巫女子、佐々沙咲、斑鳩数一、市井遊馬、萩原子荻、西条玉藻、檻神ノア、斜道卿壱郎、大垣志人、宇瀬美幸、神足雛善、根尾古新、三好心視、春日井春日、兎吊木垓輔、日中涼、梧轟正誤、棟冬六月、撫桐伯楽、綾南豹、式岸軋騎、滋賀井統乃、木賀峰約、円朽葉、匂宮出夢、匂宮理澄、浅野みいこ、紫木一姫、闇口崩子、石凪萌太、隼荒唐丸、七々見奈波、石丸小唄、零崎人識、架城明楽、一里塚木の実、絵本園樹、宴九段、古槍頭巾、時宮時刻、右下るれろ、闇口濡衣、澪標深空、澪標高海、ノイズ、奇野頼知、想影真心、西東天、哀川潤、玖渚友、ぼく |
| キドナプキディング 青色サヴァンと戯言遣いの娘 | |
| | 玖渚羸、玖渚絆、玖渚直、玖渚友、玖渚焉、玖渚遠、玖渚近、玖渚盾、千賀雪洞、哀川潤、戯言遣い |

## 人間シリーズ
「人間シリーズ」（にんげんシリーズ）は、「戯言シリーズ」の登場人物・零崎人識を始めとする殺人鬼集団「零崎一賊」を主役としたシリーズ。イラストは戯言シリーズと同じく竹が担当している。2004年2月5日から2010年3月25日にかけて講談社ノベルスより刊行された。全7巻。後に文庫化され、2011年12月15日から2014年10月15日にかけて講談社文庫より刊行された。講談社ノベルス版にはCD-ROMやカードなどが付属する。「人間シリーズ」には「戯言シリーズ」に登場しなかった一部登場人物も登場している。
前述した戯言シリーズでの「縛り」の一つであった「視点のずらし」は本シリーズでは解禁されており、登場人物の視点の移動が行われている。また本シリーズは月二回のウェブ連載という形であった事から、前述した「ブギーポップシリーズに対するビートのディシプリンのポジション」にする事を決めていた為と話している。
シリーズ第1作『零崎双識の人間試験』はシオミヤイルカ作画で漫画化されている。当初は『パンドラ』（講談社）に掲載され、その後『月刊アフタヌーン』（同）に移籍し、2011年11月号から2013年8月号まで連載された。全5巻。
シリーズ第2作『零崎軋識の人間ノック』はチョモラン作画で漫画化されている。『月刊アフタヌーン』2014年10月号から2016年11月号まで連載。全4巻。
「〈物語〉シリーズ」とのコラボ小説として『混物語 第殺話 いおりフーガ』が存在する。

### 各巻あらすじ（人間）
| あらすじ | 登場人物 |
| 零崎双識の人間試験 | 零崎双識の人間試験 |
| --- | --- |
| いつも何かから逃げているようなヴィジョンを持ちながら生きている平凡な女子高生、無桐伊織はある日ひょんなことから同じ学校に通うクラスメイトの夏河靖道（かがわ・やすみち）を殺害してしまう。伊織は人を殺したことに全く罪悪感を覚えない自分に疑念を抱きつつも、警察署に行って自首しようとする。そこに、零崎一賊の長兄・双識が現れる。 | 無桐伊織、早蕨刃渡、早蕨薙真、早蕨弓矢、零崎双識、零崎人識、死色の真紅（哀川潤） |
| 零崎軋識の人間ノック | |
| 零崎一賊の一員・零崎軋識は、一賊に敵対した人間を殺すため、当時14歳の人識とともに高級マンションへ行く。殺人自体は成功したものの、別の場所にいた萩原子荻が遠くからマンションを狙撃する。更に西条玉藻がエレベーターに乗って2人に襲いかかる。                                                                                        | 零崎軋識、零崎人識、零崎双識、零崎曲識、萩原子荻、西条玉藻、市井遊馬、赤神イリア、赤神オデット、千賀あかり、千賀ひかり、千賀てる子、匂宮出夢、闇口濡衣、闇口憑依、石凪萌太、哀川潤、暴君（玖渚友） |
| 零崎曲識の人間人間 | |
| 子荻は匂宮雑技団の分家である総角三姉妹に双識を殺させるために、自ら足手まとい役を演じようと零崎双識と遊園地ランドセルランドでデートをしていた。彼女はこのデートを通じてしていた。一方零崎一賊の一人・零崎曲識は人識とともに長兄の護衛と称して遊園地に来ていた。                                                                   | 零崎曲識、零崎双識、零崎軋識、零崎人識、無桐伊織、匂宮出夢、総角ぱれす、総角ろうど、総角さえら、哀川潤、想影真心、西東天、架城明楽、由比ヶ浜ぷに子、罪口積雪、右下るれろ、萩原子荻                 |
| 零崎人識の人間関係 匂宮出夢との関係 | |
| ある日零崎人識は、ひょんなことから西条玉藻と共に匂宮出夢の仕事、玖渚機関直系血族の殺害を手伝うことになる。三人の前には護衛として直木三銃士が立ちはだかる。 | 零崎人識、匂宮出夢、西条玉藻、萩原子荻、市井遊馬、直木飛縁魔、直木泥田坊、直木煙々羅、玖渚直 |
| 零崎人識の人間関係 無桐伊織との関係 | |
| ある日、人識らは闇口衆の本拠地・大厄島を訪れる。目的は石凪萌太の遺品である水玉模様の大鎌の回収だった。 | 零崎人識、無桐伊織、石凪萌太、闇口崩子、六何我樹丸、闇口憑依、石凪砥石、哀川潤、想影真心 |
| 零崎人識の人間関係 零崎双識との関係 | |
| ある日、人識は、「呪い名」から集められた6人の寄せ集め・裏切同盟と双識との戦いに巻き込まれる。 | 零崎人識、零崎双識、零崎軋識、零崎曲識、萩原子荻、西条玉藻、紫木一姫、裏切同盟（時宮時雨、罪口摘菜、奇野既知、拭森貫道、死吹屍滅、咎凪尖離）                                                       |
| 零崎人識の人間関係 戯言遣いとの関係 | |
| | 零崎人識、ぼく、佐々沙咲、江本智恵、木賀峰約、円朽葉、七々見奈波、浅野みいこ、鈴無音々、哀川潤、玖渚友                                                                                             |

## 哀川潤の失敗
「哀川潤の失敗」（あいかわじゅんのしっぱい）は、「戯言シリーズ」の登場人物・哀川潤を取り巻く人物たちが、彼女の人間像について語るシリーズ。『メフィスト』で2010 VOL.1から2011 VOL.2にかけて連載。現5話。「最強シリーズ」の発刊に伴いノベルスに収録された。

## 最強シリーズ
「最強シリーズ」（さいきょうシリーズ）は、「戯言シリーズ」の登場人物・哀川潤を主役としたシリーズ。舞台は「戯言シリーズ」から10年程度未来、ジャンルは「戯言シリーズ」と異なり「SF」となっている。イラストは「戯言シリーズ」と同じく竹が担当している。『メフィスト』にて2014 VOL.1から2018 VOL.1にかけて連載。講談社ノベルスより2015年4月23日から刊行されている。全4巻。
「〈物語〉シリーズ」とのコラボ小説として『混物語 第強話 じゅんビルド』が存在する。

### 各巻あらすじ（最強）
| あらすじ | 登場人物 |
| 人類最強の初恋 | 人類最強の初恋 |
| --- | --- |
| 人類最強の初恋：哀川潤は強くなりすぎたがゆえに、世界のすべてに降伏され、倒すべき敵も、応えるべき依頼も失ってしまう。そんなある日、東京で途方に暮れていた潤の頭上に隕石が落下してくる。 人類最強の失恋：潤は宇宙服「クローゼット」のテストと騙される形で月に追放されてしまう。月を探索していた彼女は月のマスコン（mass concentration、重力が集中するエリア）にて、岩を積み重ねたような風貌の生物・ストーンズと出会う。 | 哀川潤、長瀞とろみ、因原ガゼル、若紫和歌、肆屍然刃                                                                       |
| 人類最強の純愛 | |
| 人類最強の求愛：ある日、潤はふとしたことから過去と未来の自分と出会う。 人類最強の熱愛：潤は「右腕を炎に変化させる」という能力を持った男、示際祭に襲撃と依頼を受ける。依頼の内容は匂宮兄妹を生み出したマッドサイエンティスト・喜連川茂連（きつれがわ もつれ）の遺品「ふれあい」というガス状生命体にまつわることだった。 人類最強の純愛：潤はER-3の調査団とともに深海を訪れ、シーラカンスのような古代魚を思わせる姿をしたセイマーズという生き物と会う。 | 哀川潤、軸本みより、喜連川ほつれ、示際祭                                                                                 |
| 人類最強のときめき | |
| 第1話「人類最強のときめき」：ある日、海底火山の噴火によって新たな島が生まれ、四神一鏡やER3システムをはじめとする複数の組織で取り合いとなる。四神一鏡の関係者である長瀞とろみは、世界的にアンタッチャブルな存在である潤がその島に住めば誰も手出しできないだろうと考えて潤に依頼する。潤が単独で島に上陸した翌朝、辺り一面は植物に覆われ、潤もまた蔓に巻かれていた。 第2話「人類最強のよろめき」：潤は因原ガゼルから「死ぬほど面白い本」の焚書を依頼する。 第3話「哀川潤の失敗 Miss/ion3. 死ぬほど幸せ」：ある日、潤繰島箏子という会社員が自殺未遂を起こす。事件を担当していた刑事の佐々沙咲は潤にこのことを相談する。 第4話「哀川潤の失敗 Miss/ion4. デジタル探偵との知恵比べ」：ある日、潤は缶堂開発所が開発したデジタル探偵との知恵比べに臨む。 第5話「哀川潤の失敗 Miss/ion5.不敗のギャンブラーと失敗の請負人」：日本人ギャンブラーのコントローラーは、世界中のカジノで連勝したことであらゆるカジノ場から出入り禁止を言い渡される。潤はその人物にギャンブルを辞めさせる依頼を受ける。 | 哀川潤、因原ガゼル、ドクター・コーヒーテーブル（第2話）、潤繰島箏子（第3話）、缶堂妙香（第4話）、コントローラー（第5話） |
| 人類最強のsweetheart | |
| 第1話「人類最強のlove song」：零崎曲識に思いを寄せていた時宮時針は、ある日彼の経営するピアノバー・クラッシュクラシックにて、彼が制作したと思われる楽譜を手に入れる。彼女はこの楽譜がもたらす効能を知るべく、ガゼルを通じて潤に楽譜の真贋鑑定を依頼する。 第2話「人類最強のXOXO（キスハグキスハグ）」：かつて鴉の濡れ羽島に滞在していた佐代野弥生はフードビジネスで成功し、世界中から飢餓をなくすために昆虫食の研究をしていた。彼女は昆虫の専門家である蒸木蟲子（じょうきむしこ）に協力を依頼するが、蒸木博士の怪々館（かいかいかん）で育てられていた虫の一部が暴走した。弥生は潤と共に怪々館へ救援に向かう。 第3話「人類最強の恋占い」：潤はイリアの頼みで鴉の濡れ羽島を訪れるが、連続殺人事件は解決された後だった。 第4話「人類最強のsweetheart」：ある日、潤は真姫の隠し子である幻姫（げんき）から「自分の命日を予知してしまったため、その日に自分を警護してほしい」という依頼を受ける。 第5話「人類最強のJUNE BRIDE」：前話の一件で、潤は幻姫に気に入られ、「デジタル預言者」なるAIについての相談を受ける。 第6話「人類最強のPLATNIC」：ある日、潤は佐々沙咲の元を訪れ、ある女子高生殺人事件についての話を聞く。 | 哀川潤、姫菜幻姫、時宮時針、佐代野弥生                                                                                   |

## 人類最強のヴェネチア
哀川潤がヴェネチアで遭遇した連続殺人事件を調査するミステリー小説。『メフィスト』2020 VOL.1にて一挙掲載され、これまでの戯言シリーズ関連作品と異なり四六判の単行本にて刊行された。最強シリーズと同じく「人類最強の」を含んだタイトルであるが、最強シリーズは本作の刊行後も『人類最強のsweetheart』で完結として扱われている。
| あらすじ             | 登場人物                   |
| 人類最強のヴェネチア | 人類最強のヴェネチア       |
| -------------------- | -------------------------- |
|                      | 哀川潤、軸本みより、班田玲 |

## 作品内の世界・人物
「声」はOVAにおける担当声優。
作品内の人物、玖渚友の説明によれば作品内の世界は大きく四つに分けられる。四つの世界はそれぞれ少しずつ重なり合って安定しており、それ故に互いの情報が異なる世界に回ることもある。
以下、この区分けによって登場人物を説明する。
| 表世界 | 暴力の世界                                       | 暴力の世界                                | 暴力の世界                                   | 権力の世界 | 財力の世界                                                             | その他                                                      |
| 表世界 | 殺し名                                           | 呪い名                                    | その他                                       | 権力の世界 | 財力の世界                                                             | その他                                                      |
| --- | ------------------------------------------------ | ----------------------------------------- | -------------------------------------------- | ---------- | ---------------------------------------------------------------------- | ----------------------------------------------------------- |
| - 「ぼく」と関係者 - 骨董アパートの住人 - 「ぼく」のクラスメイト - 一般人 - 斜道卿壱郎研究施設研究局員 - 警察関係者 - ER3システム・七愚人 | - 匂宮 - 闇口 - 零崎 - 薄野 - 墓森 - 天吹 - 石凪 | - 時宮 - 罪口 - 奇野 - 拭森 - 死吹 - 咎凪 | - 直木三銃士 - 喜連川研究所研究員 - 十三階段 | - 玖渚機関 | - 四神一鏡関係者 - 鴉の濡れ羽島に招待された人々 - 私立澄百合学園関係者 | - 哀川潤と関係者 - サイバーテロ集団 - 地球外生物 - 深海生物 |

### 表世界
普通の世界（平和で戦争な世界）
一般的な日常世界。凡庸ながらも最上位の力を持つ。他の世界と均衡し、拮抗し、凌駕する、「一般人」を中心とする世界。

#### 「ぼく」と関係者
「ぼく」
声 - 梶裕貴
本作の主人公にして語り部。本名不明。《人類最弱》・「戯言遣い」。愛称は「いーちゃん」、「いーたん」、「いっくん」等多数。3月生まれ。『クビツリハイスクール』で萩原子荻と名前当てクイズをするが、様々な回答案がある上に、このクイズの答えが本名であることを本人が保証していない為、正確な名前は判別不能。『ネコソギラジカル』で一度だけ本名を名乗るシーンがあるが、その名前は伏字で「×××××」と書かれており、読者には明かされない。萩原子荻曰く「変わった名前」らしく、作者曰く「いい名前」らしい。但し、本人曰く「今までにぼくを本名で呼んだ人間が3人いるけど、生きている奴は誰もいない」。零崎人識に「欠陥製品」という異名をつけられる、人識の対偶的存在。19歳。神戸出身。血液型はAB型のRhマイナス。
中学2年から5年間ER3システムに在籍していたが、親友・想影真心の死を機に中退。現在は骨董アパートの2階の部屋を借り、京都の鹿鳴館大学に通っている。意外と女好きで惚れっぽい反面、男に淡白。年上が好みだが、年下の娘によくモテる。他にも日本地理に詳しくない、メイドマニア、華奢で女装が似合う、自己評価が極端に低い、よく病院送りになる、記憶力が悪い、人恋しがりの孤独主義者、アホ毛があるなどの特徴を持つ。欠けている部分が多すぎるため、他人を落ち着かせない才能の持ち主である。一般人としては戦闘能力はそれなりにあるらしい。
騒がしいのは嫌いだが、ER3在籍中、三好心視が同機関を辞めた記念に開かれたパーティにだけは積極的に参加した。その席でウォッカを一気飲みしたことで急性アルコール中毒になって以来、アルコールを自主的に避けている。運転免許は普通自動車AT限定のみ所持しているが、無免許でいいなら何でも運転できる。重要な問題を放置したり、他人の忠告を無視しがちであり、その結果多くの関係者が死亡もしくは病院送りになっている。『クビシメロマンチスト』以降は、葵井巫女子のベスパを譲り受け、使用している。『サイコロロジカル』ではジェリコ941を手に入れる。左の方が力が強い両利きで、正確な利き腕が判断できないことから左右の判断が苦手。挿絵では二重丸がついた服を着ていることが多い。『ネコソギラジカル』後の後日談では大学を中退し請負人になっている。
読者からの好感度も高く、「このライトノベルがすごい!2005」「このライトノベルがすごい!2006」では、2年連続で男性人気キャラクターランキング第1位、「このライトノベルがすごい!2007」では同ランキング第2位を獲得した。
〈物語〉シリーズとのコラボ作品『混物語』にも登場。巫女子たちと共に羽川翼がセッティングした合コンに参加した。阿良々木暦からは何もない闇であり忍野扇に等しいと喩えられている。「りずむロックン」でも存在が示唆されており、そちらではクールなフリをしているが芯は熱い人物と推測されていた。
想影 真心（おもかげ まごころ）
《人類最終》・「橙なる種」。ERシステム時代の「ぼく」のルームメイトで、「ぼく」を本名で呼んだことのある数少ない人物の一人でもある。「ぼく」の目の前で焼死したとされていたが、『ネコソギラジカル』で「ぼく」との再会を果たした。
その実体は ER3システムの一部門「MS‐2」が、非人道的な数多くの人体実験を繰り返し、奇跡的に作り上げた、「死色の真紅」を越える人類の最終存在である。意志の強そうな太い眉、挑戦的な吊り目、輝くオレンジ色の髪と瞳、荒縄のような三つ編み、子供のような体躯、アホ毛が外見的特徴である。一人称は「俺様」で男言葉を使うが、性別は不明。初登場時は野球帽を被り浴衣を着用し、ファンシーな狐の面を着けていた。
十三階段の3人によって精神的・体力的・身体的に拘束されているが、その支配が八分の状態で零崎を相手取った試験運用の際、零崎曲識と右下るれろの間でその支配権を巡る攻防に遭い、曲識が放ったある一言で拘束を解いて暴走したことがある。「ぼく」との再会後、るれろや奇野頼知の施した術が解けるが、同時に発動した時宮時刻の後催眠によって2度目の暴走（時刻曰く「精神の解放」）を起こす。
"万能"とされており、1回見た技ならば全て使うことが可能。
性格は天真爛漫で明るく、哀川潤に負けた後は、彼女をライバル視するようになる。『ネコソギラジカル』後、骨董アパートの面々をはじめとする色々な人から可愛がられており、本人も彼らの頼みをきいて、闇口崩子を助けにいったりと関係は良好。
哀川潤によると「最強シリーズ」の時代には突出することを辞め、周囲と足並みを揃える方向にシフトしていったとのこと。
井伊 遥奈（いい はるかな）
「ぼく」の妹。幼くして玖渚機関に誘拐されたため、「ぼく」は玖渚友に会うまで彼女の存在を知らなかった。また「ぼく」は長い間、妹だということは知らずに彼女と近くで暮らしていたという。「ぼく」を本名で呼んだことのある数少ない人物の一人。飛行機同士の正面衝突事故で死亡した。

#### 骨董アパートの住人
骨董アパート
京都市にある「ぼく」が住んでいるアパート。正式名称は不明で、「ぼく」が勝手にそう呼んでいるだけである。明治以前から存在するのでは、と思えるようなボロアパートで、木造3階建て、四畳一間、隣の部屋の音が聞こえるほどの薄い壁、裸電球、トイレ共同、風呂無し。但し、家賃は月1万円。
『ネコソギラジカル』では倒壊した。
浅野 みいこ（あさの みいこ）
「ぼく」の隣人。22歳。フリーターであると同時に、剣道家で剣術家でもある。侍のようなポニーテールをしている。
「ぼく」の周りでは割かし珍しい気遣いの出来る性格。家賃を払えず、アパートを追い出され、路頭に迷っていた七々見奈波を拾ったり、奇野頼知からの襲撃から「ぼく」を守ったりと、世話好きでお人よしなのが長所であり、また短所でもある。鈴無音々と仲がいい。いつも朴訥とした表情をしており、あまり感情を顔に出さないが、その実かなり喧嘩っ早く気性が荒い。一度記憶した情報をなかなか修正できないらしく、「ぼく」によく嘘を吹き込まれている。
愛車はフィアット 500で、「ぼく」もよく借りに来る。甘い物が好き。酒はザル。趣味は病的なまでの骨董品集めで、バイトで資金を貯めて買うが、よく客とトラブルを起こしクビになる。近所の子供や近くの学校の剣道部などに剣道を教えていたりもする。
「ぼく」が珍しく純粋に好意を抱いている人物であり、告白もされているが保留している。今まで付き合ってきた四人のうち三人は女性らしい。
イラストでは、常に猫とともに描かれている。煙草が苦手だが、なぜか煙管を銜えているイラストがある（作者曰く「伊達煙管」）。
闇口 崩子（やみぐち ほうこ）
骨董アパート3階に異母兄・石凪萌太と住む少女。殺し名序列二位「闇口」の首領代行である闇口憑依の娘であり、10歳まで北海道に住んでいたものの、家業に反発して家出し、骨董アパートに住んでいる。
「ぼく」の推定では、身長138cm、体重32kg。4月16日生まれ。13歳。
中学校には通っておらず、図書館に通う日々。乗り物に乗るとよく寝る。趣味は小動物の殺害で、好きな場所は鴨川公園（狙いは鴨と鳩）。丁寧語を話す冷静沈着な性格。「ぼく」に想いを寄せているが、全く気付いて貰えない。後に「ぼく」と主従の関係を結び、「ぼく」を守ることに全力を尽くすようになる。
また、その愛らしさから様々なところで人気があり、彼女が哀川潤に誘拐された時は、多くの人が真心に救出を求めた。『混物語』でも六何我樹丸に恨みを持つ「時宮」分家のプレイヤーに誘拐され、骨董アパートの住人を代表とする約20名が救出のために尽力している。
石凪 萌太（いしなぎ もえた）
殺し名序列七位の「死神」。骨董アパート3階に異母妹・闇口崩子と住んでいる長髪の少年。15歳。身体中に傷跡がある。口調は常に丁寧語。骨董アパートの住人の中では唯一、よく笑う。
妹同様、家業（殺し名「石凪」）に反発して家出してきた。未成年だが煙草を吸い、アルバイトもしている。「死神」なだけあって、人間の魂の居場所を感知できる。武器には水玉模様の大鎌（デスサイズ）を使用していた。子供時代には「闇口」と手を組み、闇口崩子の代わりに働いていており、その際に正体を知らず零崎軋識と対面したことがある。
妹である崩子のことをとても大切に思っており、彼女の支えとなっていた。『ネコソギ』において、「ぼく」と崩子をかばい電車にひかれ死亡する。
七々見 奈波（ななななみ ななみ）
骨董アパート1階に住む浪士社大学の学生。よく人を騙すが、アパートの皆からは信頼されている。戯言シリーズには直接登場せず、人間シリーズの『零崎人識の人間関係 戯言遣いとの関係』に登場した。
重度の腐女子で、推理小説を深読みし、探偵と助手の恋愛を妄想するのが常である。絵が描けるため、同人誌も出している模様。本人いわく「知性の人」ではなく「感性の人」らしい。また趣味のせいか美少年好きで、人識と遭遇した時は見惚れていた。「最悪の魔女」という大学サークルに所属しており、彼女の二つ名ともなっている。
のちに趣味が高じて、大学を中退し、漫画家となる。
隼 荒唐丸（はやぶさ こうとうまる）
骨董アパート3階に住む、筋肉質の伴天連（ばてれん）じいさん。15キロのダンベルを使ったダンベル体操が日課のDJ兼ラッパー。趣味の相違から浅野みいことよく喧嘩している。

#### 「ぼく」のクラスメイト
鹿鳴館大学
「ぼく」が通う私立大学。京都市北区衣笠に位置する。
葵井 巫女子（あおいい みここ）
4月20日生まれ。「ぼく」の推定では、身長155cm前後、体重50kg前後。
純粋無垢で元気な性格から、智恵をはじめとする友人たちからとても愛されており、とくに親友のむいみとかなり仲が良い。常にテンションが高く、特に感情が高ぶると、付近にあるものを殴る癖がある。
愛車はベスパ（白のヴィンテージモデル）。彼女は"ラッタッタ"と呼んでいたが、「ぼく」に怒られて直している。口癖は、「≪○○、ただし○○≫みたいなっ！」（超比喩）。酔うと脱ぎだすらしい。「ぼく」に恋心を寄せている。
〈物語〉シリーズとのコラボ作品『混物語』にも登場。
江本 智恵（えもと ともえ）
5月14日生まれ。20歳。小柄な体格の女の子。髪型はツインテールで、大人しそうな印象。光物が好き。
京都・西大路丸太町あたりのマンションに一人暮らしをしている。中学時に長期入院のため、1年、留年している。貴宮むいみ曰く、かなりヤバイ病気だったらしい。巫女子とは高校からの付き合いで、自分自身に劣等感を抱いていることもあり、巫女子を「憧れの存在」と言っている。酔うとキス魔になるらしい。「ぼく」は彼女に少なからず興味をもっていた。
京都連続通り魔事件の最初の事件現場で、人間解体後の零崎人識と遭遇したことがある。
〈物語〉シリーズとのコラボ作品『混物語』にも登場。
貴宮 むいみ（あてみや むいみ）
ヤンキーで、茶髪のソバージュにジーンズと男前なファッション。蛍光ピンクのジャージを着ていたこともある。
「無理（むり）」という名前の妹がいる。小学生の頃から煙草を吸っているのに、長身。葵井巫女子とは小学校からの付き合い。煙草は、吸わない人の前では吸わない主義。
巫女子の親友で、不良だったときに救ってもらった過去のせいか、彼女に依存している節がある。
〈物語〉シリーズとのコラボ作品『混物語』にも登場。
宇佐美 秋春（うさみ あきはる）
葵井巫女子とは高校からの付き合い。茶髪。
あまりにも普通すぎるせいか、「ぼく」になかなか顔を覚えてもらえない。普段は軽佻浮薄だが、貴宮むいみ曰く「かなりエグい性格」とのこと。
のちに「ぼく」に完全に忘れられたり、ひどいたとえに登場したりする。

#### 一般人
石丸 小唄（いしまる こうた）
声 - 浅野真澄
「大泥棒」、「怪盗淑女」。根尾古新曰く、かつては「七本槍」という異名で呼ばれていたらしい。
長い三つ編みが特徴。全身デニムで、「十全ですわ」と「お友達（ディアフレンド）」が口癖。性格は悪くないが、性悪であり、かつて一姫から「最低の人間」として蔑まれたことがある。斜道研究施設の根尾古新とはビジネスライクな関係。哀川潤にライバル意識を燃やしている。
哀川潤が仕事を干されることになった際は、好敵手と認めていた友人が手の届かない程強くなったことに悲しみながら引退を勧めた。
鈴無 音々（すずなし ねおん）
「破戒僧」。浅野みいこの親友。25歳で、身長は189cm以上の長身（16歳のときに測るのを止めた）。ダークスーツを好んで着用している。
比叡山の延暦寺のおみやげ屋でバイトしている。その筋では「ブラックアウト鈴無」、「バイオレンス音々」などと呼ばれる。美少女好きで、彼女によれば全ての人間は「美少女」と「アタシ」と「それ以外」に分類できる。斜道卿一郎研究施設訪問時には「ぼく」と玖渚友の保護者として同行した。詳細は不明だが、とんでもない経歴の持ち主であるらしい。寝るときはなぜかチャイナドレスを着用（作者はカンフースーツのイメージだったが、チャイナドレスを着たイラストが面白かったのでそのままOKを出した）。若いのに説教好きだが、さすがになんの関わりも持っていないような人間は相手にしない。ほぼ全員の名前が載っている『ネコソギラジカル』の登場人物紹介には、作者の誤植によって名前が載せられなかった。
一般人ながら「大戦争」に遭遇したことですべてを断絶し、世捨て人となる道を選んだらしい。本編完結後の『人間関係 戯言遣いとの関係』の中で、バイト先へ土産物を買いに来た人識の顔を見るなり「あの子に似てる」と「ぼく」との相似性を見抜いた。
形梨 らぶみ（かたなし らぶみ）
「ぼく」が頻繁に入院する病院の看護師。
ミニスカートのナース服（服務規程違反）に眼鏡が特徴。いつも異常にテンションが高く、「ぼく」を「いーいー」と呼び、からかって遊ぶことが多いが、何かと気遣うこともある。隠れ名探偵。密室萌えで、今まで読んだ密室の数を覚えているという。
あくまで、看護師という呼び方にこだわる。
嵯峨埜 鵜鷺（さがの うさぎ）
紫木一姫の友達。名古屋名物、ういろうが好物。想影真心とも面識を持ったらしく、闇口崩子救出を依頼したメンバーの一員でもある。
木賀峰 約（きがみね やく）
国立高都大学人類生物学科助教授。人類博士および、生物博士。
かつて師事していた西東天の「死なない研究」を自主的に引継ぎ、現在もなお、円朽葉を実験体に「死なない研究」を取り組んでいる。口癖は「○○であろうことをこの私は予測していました」。運命論者。愛車はZ。
高校生の頃、あこがれが暴走して西東天のもとへ赴き、助手にしてもらった過去を持つ。京都連続通り魔事件の目撃者でもあり、零崎人識に一時期興味を持って、調べようかと思っていた。
円 朽葉（まどか くちは）
木賀峰助教授の「死なない研究」の実験体である「死なない少女」で、かつて西東天が研究のために買い取った。高都大学研究センター（旧西東診療所）の管理人も兼ねている。
見た目は高校生ぐらいだが、実年齢は約800歳相当とされる。口の悪い、さばけた性格。「ちっぱー」というあだ名で呼んでほしいとしている。
天を好いており、木賀峰とはそのことで反目したりもする。
浮雲（うきぐも）
骨董アパートの1階に住んでいた人物。歌手の卵であったが、メジャーデビューが決まり上京した。どうやら女性らしい。
羊澤 鴻男（ひつじさわ こうお）
零崎人識による京都連続通り魔事件最初の被害者（そのため江本智恵は殺されずにすんだ）。大学生。
柘植 慈恩（つげ じおん）
無桐伊織のクラスメイト。伊織に好意を持っていた。髪の毛を薄く脱色しており、耳や手首や指に派手な銀色のアクセサリーをつけている。
零崎双識には「合格」をもらった。
無桐 博文（むとう ひろふみ）
伊織の父。
無桐 美春（むとう みはる）
伊織の母。
無桐 羽燕（むとう はつばめ）
伊織の姉。
無桐 剣午（むとう けんご）
伊織の兄。乱暴で粗雑で伊織をよくいじめていた。妙に鋭く、状況やら環境やらを一言で言い表すのが得意だった。
榛名 春香（はるな はるか）
人識の中学生時代の同級生。クラスの委員長を務めており、クラスで浮いている人識に便宜を図っていた。ニックネームは「大憲章」。
絵描きさん
世界が終わる瞬間を好み、それを絵に描き残していた女性。潤が仕事でヤクザの取引現場を壊滅させた際に出会い、その後も彼女の仕事現場に現れていた。
コントローラー
無敗のギャンブラー。一つのゲームでは負けることがあっても、トータルを見れば必ず勝利している。六何 我樹丸を勝つための理論を積み上げるタイプとするなら、コントローラーは流れに乗るタイプ。
海外のカジノを廻り荒稼ぎを続けた結果、命を狙われており、佐々沙咲により哀川潤にギャンブルを止めさせるように依頼された。
繰島 箏子（くるしま そうこ）
自殺未遂事件を起こした女性。佐々沙咲が事件調査を行ったが、順風満帆な生活を送っており自殺する理由は見つからなかった。
缶堂 妙香（かんどう たえか）
缶堂開発所所長。デジタル探偵SH-43型の性能を試すため、哀川潤に犯人役を依頼した。
姫菜 幻姫 (ひめな げんき)
姫菜真姫の実子。本名は姫菜元気（ひめなげんき）。母の真姫と同様の能力を持つ占術師。自身の死を予言し、哀川潤に自分の警護を依頼する。

#### 斜道卿壱郎研究施設研究局員
斜道卿壱郎研究施設
愛知県某市に存在する研究所。正式名称「斜道卿壱郎数理論理学術置換ALS研究機関」。昔は北海道にあった。
斜道 卿壱郎（しゃどう きょういちろう）
「堕落三昧（マッドデモン）」。斜道卿壱郎数理論理学術置換ALS研究機関・機関長。63歳。
あらゆる分野に精通した科学者である一方、マッドサイエンティストでもある。玖渚機関のバックアップの元、垓輔を使用した天才製造企画「特異性人間構造研究（ウルトラヒューマノイドドグマ）」を実行していた。傲慢でプライドが高く、友を憎々しく思っている。
宇瀬 美幸（うぜ みさち）
斜道卿壱郎の秘書。小柄で、眼鏡をかけている。普段は冷静沈着で物静かな女性だが、石丸小唄の挑発に簡単に乗るなど、熱い一面も持つ。
拳銃（ジェリコ941）を持っていたが、後に「ぼく」の手へ渡る。大垣志人とは恋人関係。
大垣 志人（おおがき しと）
斜道卿壱郎の助手で、美幸の恋人でもある。16歳。童顔だが、目つきは悪い。視神経の異常により視力疾患を患い、視力が悪く眼鏡をかけている。
短気で気性が荒い性格。ノリツッコミが上手い。
春日井 春日（かすがい かすが）
斜道卿壱郎研究施設の研究局員で、動物全般を専門とする生物学者でもある。何の理由も何の信念もなく行動できる人間。神出鬼没で、サイコロを振ったような性格。
研究者としても一流で、七愚人の候補になったこともあるが、性格で落とされる。普段から抑揚のない読点がない喋り方をしているが、小さな口にそぐぐわず舌が長いため、発音が明瞭である。なぜかメイド服を持っている。大垣志人のノリツッコミは彼女が教育した。黒い大型犬を3頭飼っている。
異性に恵まれておらず、斜道研究施設で遭遇した「ぼく」を気に入り、その後も何かにつけては「ぼく」に対して、「えっちなこと」や「いやらしいこと」をせがむようになった。容姿に限れば「美人のお姉さん」であるが、「ぼく」に「ここまでのピンチは生まれて初めて」と言わせる程の事態を招くトラブルメーカー。
斜道研究施設崩壊後、「ぼく」のところに行くが、その後鴉の濡れ羽島に行く。さらにその後、木を切り倒してイカダを作るなどして島から脱出・逃走を繰り返す。赤神イリアに好かれている。
何事も「選ばない」人間、「選ぶ」ことすら「選ばない」人間であり、逃げる人間である。鴉の濡れ羽島のことも、研究所からの突然の帰宅も、危機を回避する能力の一端かもしれない。
三好 心視（みよし こころみ）
斜道卿壱郎研究施設の準機関長。小学校高学年で、動物解剖学の博士号を取った天才肌の学者。関西出身で、31歳。専門及び趣味・嗜好は解剖。
かつてER3システム計画プログラム部門で教鞭を執っており、「ぼく」がER3に在籍していたときの恩師である。ER3システムの若き才能達を次々と中退に追いやったことから「青田狩り」と呼ばれていた。ER3システムの「MS-2」という機関で《橙なる種》の開発計画において重要な役割を果たしており、想影真心の「真心」という名は彼女の名に由来している。斜道研究施設崩壊後、ER3に復帰した。
「ぼく」のことを「戯言遣い（モンキートーク）」と呼ぶ。
根尾 古新（ねお ふるあら）
斜道卿壱郎研究施設の研究局員。肥満体ながらも、さっぱりとした髪型と貴族のような風貌をしている。饒舌で、芝居がかった道化性質。甘党。
しかしその実体はスパイ。大きなサーキットから派遣された全権大使で、大仰な自称をしている。石丸小唄とはビジネスライクな関係。
神足 雛善（こうたり ひなよし）
斜道卿壱郎研究施設の研究局員。前髪が顔を隠すほど髪がとても長いが、手入れをしている様子は無く、ただ伸ばしている状態。髭・頭髪を全部剃った後の「ぼく」の感想曰く「整った顔立ち」「美丈夫」だそう。

#### 警察関係者
佐々 沙咲（ささ ささき）
声 - 佐藤利奈
京都府警捜査第一課課長の刑事で、後に昇進して部長となる。斑鳩とコンビを組んでおり、潤とはビジネスライクな関係だが、親しい部類に入る。
髪型は黒のストレート。頭脳明晰だが、物事の詳細を知らないと、気味が悪くてしょうがないという性質を持ち、子供のころはリモコンを解体したりして仕組みを理解しないと、扱うことができなかった。
江本智恵の事件を捜査中に「ぼく」の事情聴取をし、その異常性に当てられて新京極まで来たところで零崎人識に遭遇したが殺人鬼であると見抜けなかった。
斑鳩 数一（いかるが かずひと）
京都府警捜査第一課所属する刑事で、佐々とコンビを組んでいる。
黒のスーツにサングラス、髪型は黒のオールバック。高身長で足も長い。常識人で一般人。

#### ER3システム・七愚人
ER3システム
邦名「大統合全一学研究所」。アメリカ合衆国のヒューストンに本部を持つ研究施設、及び学問団体のこと。トップダウン式。名前は設立者の頭文字が元になっている。世界中の頭脳という頭脳が集結し、ありとあらゆる分野にわたり、研究・学問と名のつくもの全てに手を出している《学術のさい果て》と呼ばれる場所。完全な非営利組織で、三大欲より知識欲の方が強い、一種・二重の意味で頭の切れた非人間達の巣窟。基本的なルールは4つ「プライドを持たない、節操を持たない、愛着を持たない、弱音を吐かない」。若手育成にも力を入れており、ERプログラムという留学制度を設ける。ぎりぎり表の世界に属する、表の世界のボトム。
七愚人（ななぐじん）
ER3のトップ7「フール・オブ・ザ・シーズ」の邦訳。《世界の回答にもっとも近い七人》とされる《天才の中の天才》達。人間は本来7までしか数を認識できないという逸話が由来。
ヒューレット助教授
「七愚人」の一人および「七愚人」の最上位に当る人物。最強シリーズでは准教授となっている。
一桁の年齢で世界の全ての学問を“究め終わった”空前絶後の男。3歳の時点で老衰で死ぬまでの人生設計を分刻みで組み立てている。20世紀及び、21世紀最大の才能を誇る。
大統領並みの免罪特権が与えられており、その頭脳は国をあげて保護されている。「ぼく」曰く、“宇宙の仕組みそのもの”。西東天の師。
哀川潤がシースルーを調査する条件として15分間の対談を行った。宇宙人やオカルトの存在否定派。紳士協定を破り哀川潤にシースルーの破壊を依頼した。
フロイライン・ラヴ
「七愚人」の一人。園山赤音（誰でもない彼女）が、世界で二番目に頭がいいと言った人物。日本の文化に造詣が深い。
シースルーの解剖を申し出たが、撤回することとなった。
園山 赤音（そのやま あかね）
声 - 嶋村侑
「七愚人」の一人。日本人で初めて、しかも二十代の若さで七愚人に上り詰め、日本人女性で最も高い地位にいる。空手は全国優勝の腕前。
詳細は#鴉の濡れ羽島に招待された人々を参照。
因原 ガゼル（いんぱら がぜる）
声 - 神田朱未
『最強シリーズ』の時代の「七愚人」の一人。ER3システム研究所・ニューヨーク支局支局長。
シースルー対策の責任者だったが、哀川潤とヒューレット准教授との対談を取り付ける心労で倒れ入院した。
シースルーの消失という失態を犯したものの政治工作を行い、本部勤めに出世した。
コーヒーテーブル
『究極の小説』を求めER3システムに加入した若手研究員。コードネームであり本名は不明。
由比ヶ浜ぷに子などER3システムの他セクションの技術を流用し、読者の反応を分析しリアルタイムで自動筆記するOS、及びOSを試作とした生きている書籍『ライト・ライター』を製作した。『ライト・ライター』によって執筆される、読むと寝食を忘れて死に至るまでのめり込む『パブリック・ブック』の配付を目論んだことでER3システムから哀川潤へ焚書が依頼された。

### 暴力の世界
暴力の世界（戦闘能力の世界）
異形・異端・異能こそが支配する秩序で無秩序な世界。殺し名・呪い名の合わせて十三家が犇く戦闘能力の世界で、それらには序列が定められているが、所詮は目安である。元々この二つの起源は同じものだったらしい。暴力の世界は表の世界から最もかけ離れた位置にあるが、一番遭遇する可能性がある。殺人・戦闘・非戦闘といった人並外れた能力を持つ「プレイヤー」が住民。他の世界からは怖いというだけで、暴力の世界と関わらない完膚なき理由になる。殺し、殺され合う世界であるため、住民の寿命は短く、勝ち続けるより生き続けることの方が異常。
殺し名（ころしな）
暴力の世界において、圧倒的な殺人能力を誇る戦闘集団。殺意を扱うことに長けている。「匂宮（におうのみや）」、「闇口（やみぐち）」、「零崎（ぜろざき）」、「薄野（すすきの）」、「墓森（はかもり）」、「天吹（てんぶき）」、「石凪（いしなぎ）」。これらをまとめて「殺し名七名」と呼ぶことがある。序列順に第一位、第二位……となる。それぞれの家は人を殺す理由で区別されており、「殺し屋」「暗殺者」などの別名が付けられているが、区別するためにどこかの誰かが付けただけで結構適当なので、正確にはそぐわないし、やっていることは全員人を殺すことで共通している。
呪い名（まじないな）
あらゆる戦闘を拒絶する非戦闘集団。しかし、殺さないというのは、直接手を下さないだけに過ぎず、実際には敵どころか味方を含めて欺き通す、殺し名より忌むべき呪われた存在。それぞれが「殺し名」の対極に位置するが「零崎」に対応する呪い名だけが無い。
「時宮（ときのみや）」、「罪口（つみぐち）」、「奇野（きの）」、「拭森（ぬくもり）」、「死吹（しぶき）」、「咎凪（とがなぎ）」。まとめて「呪い名六名」と呼ぶことがある。序列順に第一位、第二位……となる。

#### 匂宮
《匂宮雑技団》。殺し名第一位。相手が誰であっても頼まれれば殺す「殺し屋」。殺しは「職業」であり「仕事」。殺戮を正しく奇術のように行うため、「殺戮奇術集団・匂宮雑技団」と称される。究極無比の実力主義集団で、役に立たなければ処分される。元々寄り合いみたいな組織なので分家筋も多く、「早蕨」「澪標」等、五十三家が存在する。名字は『源氏物語』の各帖の名に由来。しかし本家と分家は仲が悪い。本家ではイクスパーラメントという人工的な殺し屋を創造する実験がされている。分家を含めれば最大の組織力を誇り、しかも本家「匂宮」だけでも残る全ての殺し名と呪い名を相手にしても引けを取らない強大な戦力を持つ。対極の対極の対極の「時宮」を見たら薙ぎ払うように仕込まれている。主に兄弟姉妹で仕事をしており、人為的に強さを形成され、大抵は兄弟姉妹による変則的な戦術を仕込まれるよう、生まれる前から宿命づけられている。
匂宮 理澄（におうのみや りずむ）
「名探偵」。匂宮出夢の妹で、出夢の片割れ。黒マントに拘束衣。16歳（肉体年齢は22歳）。
「調査（フィールドワーク）」を専門・担当し、物事を裏の裏まで調査する、「人喰い（カーニバル）」。偏った「弱さ」を持つ。無邪気で無垢な性格。食事を忘れてよく失神する。殺傷能力は皆無。惚れっぽい。口癖は「大好きっ！」、「○○だねっ！」。愛車はカタナ（大型二輪）。十三階段の元メンバー。
〈物語〉シリーズとのコラボ作品『混物語』にも登場。時宮病院のプレイヤーによる闇口崩子誘拐事件の調査を依頼され、身代金の引き渡し現場となった北白蛇神社を訪ねていた。
匂宮 出夢（におうのみや いずむ）
「殺し屋」。匂宮理澄の兄で、理澄の片割れ（人格は男性、肉体が女性）。18歳（肉体年齢は22歳）。
「殺戮（キリングフィールド）」を専門・担当する「人喰い（マンイーター）」。「匂宮雑技団」団員No．18、第十三期イクスパーラメントの功罪の仔（バイプロダクト）。断片集の副産物。
殺し屋の中の殺し屋。偏った「強さ」を持つ。ぶち切れた性格。重度のキス魔でシスコン。必殺技は両の腕から繰り出される平手打ち、一撃必殺「一喰い（イーティングワン）」。これを両手で相手を挟み込むように放つのが最終技「暴飲暴食」である。威力があまりに強力なため、両の腕を拘束し、殺戮は1日1時間と決めている。戦闘のみなら人類最強をも凌駕すると西東に言わしめた。
竹取山での決戦以降、零崎人識に興味を持ち追い回すようになる。その後人識とは友人のようでもあり恋人のようでもあり仲間のようでもある妙な関係が続き、出夢はそこに居心地の良さを感じていた。しかし「強さ」を存在意義とする出夢にとって他人を必要とする「弱さ」は己の存在意義を揺るがすものであり、出夢はそれに思い悩む。そんな時に出くわした西東天からそそのかされ、当時の人識のクラスメイトを虐殺。完全に決別し、以降最期まで敵対関係が続いた。しかし西東天に人識の存在を隠し通し、死んだと嘘の報告を妹にさせるなど、心では何かしら気にかけていた様子。想影真心に敗北し、死亡する。
十三階段の元メンバー。
〈物語〉シリーズとのコラボ作品『混物語』にも登場。阿良々木暦の推理を聞き、身代金を取り戻すために犯人を追い町から立ち去った。
早蕨 刃渡（さわらび はわたり）
匂宮雑技団分家でもそれなりに上位に位置する「早蕨」の三兄妹の長兄。早蕨薙真の双子の兄。「紫に血塗られた混濁」の異名を持つ。太刀遣い。近距離戦術専門。
無口で、だぼだぼのトレーナー、3サイズは大きいハーフパンツ、紫色のサングラスを着け、髑髏マークの入った野球帽を被っている。身体中につけられた様々なアクセサリーが特徴的。古風かつ相手が怯むほどの冷たい口調で話す。「時宮」に協力を仰ぎ、零崎一族に仇討ちを挑んだ（とは言っても仇討ちは薙真のみの本懐）。兄妹3人の中でも特に実力が抜きん出ており、西東天からスカウトされたこともある。
早蕨 薙真（さわらび なぐま）
早蕨三兄妹の次男。早蕨刃渡の双子の弟。大薙刀を使う、薙刀遣い。中距離戦術専門。
服装は稽古着に袴姿。女性的な顔立ちに、和風な眼鏡、長髪を白いハチマキで結んでいる。兄の刃渡と違って、感情的な一面もある。普段は丁寧口調だが地は乱暴な口調。軽薄に見えて根は慎重。
早蕨 弓矢（さわらび ゆみや）
早蕨三兄妹の末っ子。自分の存在価値を求め続ける少女。名前の通り、弓矢を利用した戦術が得意。遠距離戦術専門。
兄・刃渡を心から愛している。零崎人識によって殺されたといわれているが、人識本人は否定。早蕨潰しを目論む時宮の仕業の可能性が高い。
澪標 深空（みおつくし みそら）
匂宮の分家である「澪標」に属する。澪標姉妹の一人。詳細は#十三階段参照。
澪標 高海（みおつくし たかみ）
匂宮の分家である「澪標」に属する。澪標姉妹の一人。詳細は#十三階段参照。
断片集（フラグメント）
匂宮五人衆。五つの肉体に一つの精神を宿らせた殺し屋。ただし零崎双識は六人と明言。よって、少なくとも《零崎》と《匂宮》が偶発的に共同戦線を張ったときは断片集は六人であったことになる。結局、いまのところは五人なのか六人なのかは謎のまま。
第十三期イクスパーラメントの成功例であり匂宮雑技団の創造した究極の芸術作品。根本的に、二本の腕で十本の腕を防がなくてはいけないため、とても厄介。匂宮兄妹の元上役。
総角 ぱれす（あげまき ぱれす）
匂宮雑技団分家「総角」の三姉妹の長女。年齢は二十代半ばほど。トンファーを武器として使う。
総角 ろうど（あげまき ろうど）
匂宮雑技団分家「総角」の三姉妹の次女。ぱれすの一つ二つ下の年齢。ヌンチャクを武器として使う。
総角 さえら（あげまき さえら）
匂宮雑技団分家「総角」の三姉妹の三女。年端も行かない少女。三節棍を武器として使う。上の二人とは歳が結構離れている。
若紫 和歌（わかむらさき わか）
匂宮雑技団分家「若紫」の土使い。
哀川潤に対する包囲網の一人だったが、シースルーの落下に伴い調査団に組み込まれた。

#### 闇口
《闇口衆》。殺し名第二位。己がこれと決めた主君のためなら、どんな行為にもおよぶ「暗殺者」。そこには計算も計画も限度も限界も無く、異常なまでの忠誠心で命じられた殺人を実行する。殺しは仕事の一つでしかなく、美学を持たない。対極は「罪口」。北海道の孤島、大厄島を拠点の一つとしている。
闇口 崩子（やみぐち ほうこ）
家業に反発し家を出た。#骨董アパートの住人を参照。
闇口 濡衣（やみぐち ぬれぎぬ）
噂に名高い人物だが、その姿は、主人以外は見たことがないというのが売りという、典型的な「闇口」。大厄島の首領。
詳細は#十三階段参照。
闇口 憑依（やみぐち ひょうい）
闇口濡衣の実姉。和装の美女。弟とは異なりふつうに姿を表し使命を実行する。空蝉の術が使えることから、「空蝉の憑依」の異名を持つ。主人以外の誰からも攻撃を受けたことも、触れられたことも無いのが売り。武器は鉄扇。闇口崩子の母。大厄島の首領代行。
六何 我樹丸（りっか がじゅまる）
「生涯無敗」。萌太と崩子の実の父親。人呼んで「結晶皇帝（クリスタルカイザー）」。七十八歳。
元は政治力の世界の人間だが、生涯無敗であり、ジャンケンにすら負けたことが無いほど。子作りが趣味で、その性癖のせいで「玖渚機関」の下部組織「陸枷」から追放された経歴を持つ。「殺し名」七名、「呪い名」六名の人間と子を儲けるのが夢。彼が大厄島に来たことで、闇口が萌太との約束を破ったことが彼らが家出をした理由である。

#### 零崎
《零崎一賊》。殺し名第三位。理由無く人を殺す「殺人鬼」。人数は20 - 25人程度｡「血縁」ではなく「流血」で繋がっている異端のためか、殺し名で唯一対極となる呪い名をもたない。殺しは「生き様」で何でもないこと。男性が多く、女性の零崎は希少（男性は識、女性は織が名前につく）。一賊体を一つの「家族」と見做しており、殺し名の中では珍しく、集団内の結束が非常に強い。そのため、一人の構成員を敵に回すことは一賊全体を敵に回すことと同義であり、一人が傷つけられると一賊の殺人鬼全員がその復讐に乗り出し、標的とその関係者全てを徹底的に殺戮する。そのため、少人数でありながらも殺し名の中でも最も恐れられ、忌み嫌われる存在となっている。無差別殺人を始める際は、個人によって言い回しが異なるが、「零崎を始める」と言う。面影真心の暴走により、構成員の大半が死亡した。生き残りである舞織と人識も、潤との約束により「零崎」としての活動はしていない。
零崎 人識（ぜろざき ひとしき）
零崎一賊の一員である殺人鬼で、表の世界では「汀目 俊希（みぎわめ としき）」と名乗っている。
年齢は19歳前後と推測される、5月13日（金）に「ぼく」と出会う。「ぼく」に出会う以前はこれという二つ名は無かったが、「ぼく」に「人間失格」という異名をつけられる。「ぼく」の対偶的存在。可愛らしい顔面（右頬）に刺青を彫り、右耳に三連ピアス、左耳に携帯ストラップをつけており、髪を白髪まだらに染めている。まるでこの世の混沌を全てない交ぜにしてぶち込み煮つめたような奇妙に底の無い闇が瞳の中に存在していた。身長は150cm弱で、男性としては小柄。アホ毛がある。好みのタイプは身長170センチメートル以上の背の高い女性。ナイフにも血の跡どころか血の臭いさえつけずに人を殺すことが出来、一度も返り血を浴びたことがないという触れ込み。反面、好みのタイプは殺さず、甘味が好き、犬が好きなどと、ある程度は常人と同じ感性を持っている模様。放浪癖がある。
ダガーナイフ、ドローイングナイフ、サバイバルナイフ、錠開け専用鉄具（アンチロックドブレード）など無数のナイフを所有し、衣服のあちこちに仕込んでいる。双識の話によると、幼い頃から鋭いものや尖ったものであれば何でも好きらしく、そのためにこれと言った得物を定めていない。また、数年前に「病蜘蛛（ジグザグ）」と共同戦線を張ったときに、曲絃糸を習得したが、本人は「自分向きではない」とし、使用することは少ない。射程距離は3m以内。
双識以外は家族とは思わないと言っていたが、『人間関係』では市井遊馬に匂宮出夢との関係を聞かれたとき、「家族のようなものだ」とも証言しており、後には「好きだった」とも言っている。双識以外の一賊の者も決して嫌っているわけではない。
通っていた中学校は、その周辺ではかなり名の知れた私立進学校だった。当時のクラスメイトを虐殺した出夢と殺しあったことで進学を断念することになる。その後放浪をつづけ、京都で自分探しのために連続殺人を行っている最中「ぼく」と出会う。
殺されかけた「ぼく」を度々助けたり、怪我をした「ぼく」に応急処置を施すなど、いい加減に見えて割と面倒見がいい。偶然同行した西条玉藻の事も面倒を見ていた。
父は「究極の殺人鬼」零崎零識、母は「絶対の殺人鬼」零崎機織。その間に生まれた彼は周囲から生粋の殺人鬼と考えられていたが、実際には零崎一賊の持つ殺人衝動を持ち合わせていない。しかし殺人の才能自体は高いレベルで持ち合わせていたため、「家族」の一員としてそれに合わせて零崎を続けていた。その結果、違和感を抱えたまま酷使された肉体は、精神に追いつく事が出来ず寿命を迎えようとしている。絵本園樹がこの差異を気づいていると察して以来、彼女のことを怖がっている。また、彼女によれば既に末期であるため、少しでも"殺人を行わない"終末医療を薦められていた。しかし、8年後もまだ生きている模様。
なお、『このライトノベルがすごい!2006』では男性人気キャラクターランキング6位、「このライトノベルがすごい!2007」では同ランキング3位を獲得している。
零崎 双識（ぜろざき そうしき）
零崎一賊の長兄にして特攻隊長。零崎一賊三天王の1人。異名は「自殺志願（マインドレンデル）」、「二十人目の地獄」。後者は零崎を名乗る以前から名乗っていたらしい。「大戦争」時に20歳前後であることから、『人間試験』で死亡した際は30歳前後と推測される。
針金細工のような体つきで、手足が不自然なほど長い。特別仕様の3つ揃えの背広（内側に得物をしまうポケットがある）に、銀縁眼鏡（伊達）のいで立ち。軋識、曲識からは、異名から取って「レン」と呼ばれている。人識曰く、「鋏振り回して喜んでる妹マニアの変態」。
異名と同名の「自殺志願（マインドレンデル）」という大鋏を使用する（ただし入手は大戦争より後）。彼自身もその名で認識されているが、敵味方ともに認めるほど、圧倒的に「自殺志願」を使わないときの方が強く、ブービートラップを用いたゲリラ戦術も得意。
幼少の頃にどこかから攫われてきて、長い間檻に閉じ込められていた所を「両親」に救われて以来、零崎を名乗るようになった。このため、零崎以外の名前を持たない。潤の大ファンであり、彼女の影響で大の漫画好きとなった。一賊きっての変わり者で、自称「平和主義者」「白い鳩のような男」。嫌いな言葉として「不誠実、無責任、非人情」を挙げている。特技はコサックダンスだがよほど気分がいいときにしか披露しない。
人に会うたびに「人間試験」を行い、「不合格」と判定した者を惨殺する（ただし、家族に対しては行わず、「失格」と判定する）。他方、家族思いで、弟の人識を心配して日本中を探し回ったことが多々ある。人識との会話では微妙に口調が異なる。また「妹」という存在にかなりの思い入れがあり、その他女性を過度に褒めたり、女子学生の制服や下着について熱弁を振るったりするため、正体を知るかなりの人間に変態と認識されているが、実際に会ったことのない者たちの間では、紳士的な殺人鬼として認識されている。
萩原子荻と竹取山で出会った後は、正体を知るまでメル友となる。後にある事件により死亡した。
零崎 軋識（ぜろざき きししき）
零崎一賊史上、最も荒々しく、最も容赦のない手口で、最も数多くの人を殺し、（公式の記録上では）最も長生きをした殺人鬼。零崎一賊三天王の1人。竹取山決戦時に27歳であることから、零崎壊滅時は32歳前後と推測される。
麦藁帽子に首にかけた白いタオルと、だぼだぼのズボンという牧歌的ないでたちと、肩から下げた細い竹状のバッグがトレードマーク。愛用する武器はバッグの中に収めた、釘バット（鉛を鋳造した完全一体性の凶器。バットと言うより、金属製の棍棒に近い）の「愚神礼賛（シームレスバイアス）」で、大戦争以前から使用。軋識自身はそれを一撃必殺の得物であると信仰している。異名も同じく、「愚神礼賛（シームレスバイアス）」。人識曰く、「釘バットくるくるさせてる麦藁帽子のとっぽい大将」で、人識からはそのまま「大将」、双識、曲識からは、双識同様、異名から取って「アス」と呼ばれている。
語尾に「だっちゃ」をよくつけるが、これは単なるキャラ作りらしい。元「チーム」のメンバー、「式岸 軋騎（しきぎし きしき）」という名も持っている（一賊加入より後に「チーム」に参加）。「式岸軋騎」のときは普通の口調になる（どちらかと言えばそちらが地に近いらしい）。玖渚友に心酔し、愛しているといっても過言ではないが、他の零崎にバレることを恐れており、また、彼女と家族とどちらが大切なのかということで苦悩している。なお、双識には「チーム」としての正体をある程度は見破られている様子。
友の命令を遂行していた最中、哀川潤と出会い、彼女に振り回され、石凪萌太の襲撃に怯えるなど、意外に普通の感性の持ち主であり、恐らく零崎の中で一番交流しやすい人物。
『ネコソギラジカル』より、式岸軋騎として生存している可能性があるが、「零崎」としては死んだ模様。

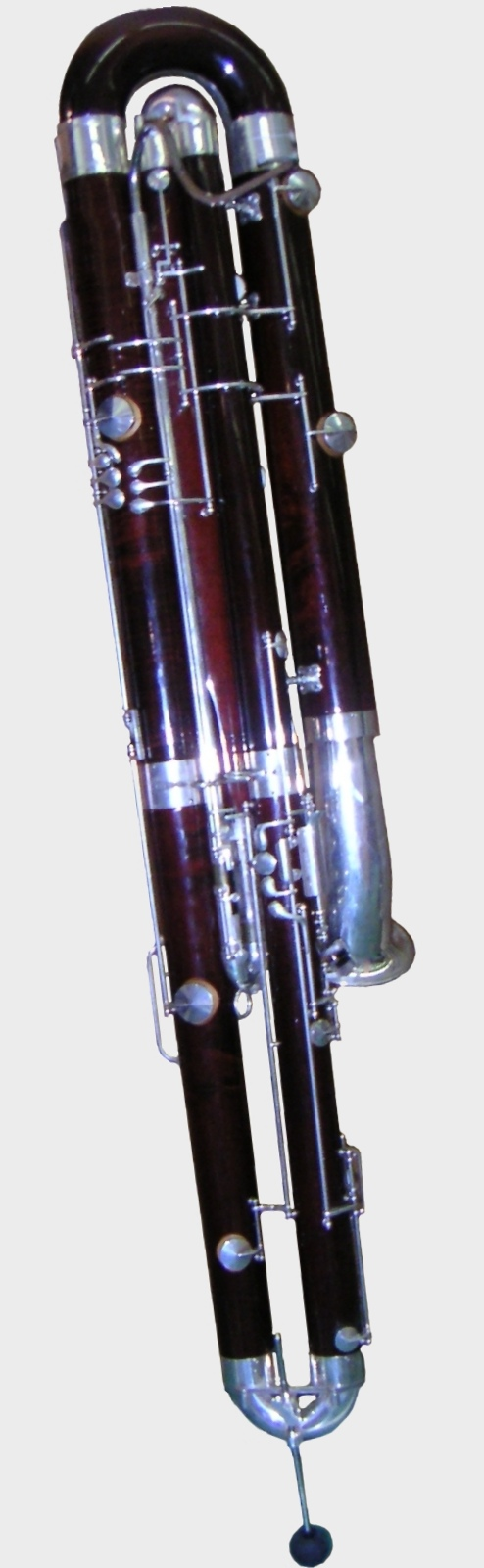
曲識はランドセルランドに行く際、コントラファゴットを持ち込んでいる。

零崎 曲識（ぜろざき まがしき）
零崎一賊三天王の1人。かなりの長さの黒い長髪にタキシード姿のいでたち。「大戦争」時に15歳であったことから、零崎壊滅時に25歳前後と推測される。
「自殺志願」「愚神礼賛」の二枚看板に知名度で劣るが、その実力は勝るとも劣らない殺人鬼。零崎一賊の中で唯一無差別殺人を嫌い、少女しか殺さない。そこからついた異名が「少女趣味（ボルトキープ）」。当初は、双識や軋識と異なり自分の得物を持っていなかった（必要としなかった）ため、得物の名前ではない二つ名を持っていたが、後に罪口積雪によって黒いマラカスを製造してもらい、「少女趣味（ボルトキープ）」と名付けている。双識、軋識からは異名から取って「トキ」、人識からは「曲識のにーちゃん」と呼ばれている。また、戦争が大嫌いで、自分にとって嫌な状況になると真っ先に逃げることから「逃げの曲識」の異名も持つ。
音使いで、音による精神感応と衝撃波を両方を極めている。ファゴットやピアノを始め、あらゆる楽器を弾きこなすことが可能であり、自分の歌声や口笛、更には超音波に至るまで、自由自在に音を操り、相手の肉体を支配する戦法を得意とする。その戦い方から、「殺し名」というよりは「呪い名」に近いとされることもしばしば。
口癖は「悪くない」。禁欲者にして、究極のベジタリアン。双識に絶対の信頼を置いている。某道の繁華街の一角でピアノバー「クラッシュクラシック」を経営。音楽をこよなく愛しているため、人識がバンドを始めたと嘘を言った際は素直に感動するなど、思い込みが激しく、やや天然なところもある。人識によると「内臓を抉ってその小腸を身体に巻きつけるのが趣味のベジタリアン」らしい。ただし、現在のところ、作中においてそのようなシーンが描写されたことはない。
10年前の「大戦争」で、哀川潤（そのときはまだ名前がない）と対面する。その時彼女に恋をした曲識は、いつの日か彼女と再会し、彼女との約束を果たすまで少女しか殺さないという誓いを立てる（異名はこれ以降名乗るようになった）。その約束は零崎壊滅時に果たされ、死亡する。
無桐 伊織（むとう いおり）
県で1番進学率の高い私立高校に通う女子高生。17歳。4月23日生まれ。A型。
背丈は高め、目方は軽め。一年中ニット帽を被っている。普段の仕草からとても想像できないが成績はかなり優秀。部活には所属しておらず、何事にも深入りしない性格。下級生からは皮肉を込めて「舞姫」とのあだ名をつけられている。好物は豚の腎臓炒め煮。
ある出来事を境に、殺人鬼の才能が目覚めた。その才能を双識に見抜かれ、紆余曲折を経て「一賊」の仲間入りを果たし、双識から「自殺志願」を受け継ぐ。「自殺志願」を常に身に付ける事を双識に対する愛情として命を懸けて守っている。同時に名前を「零崎 舞織（ぜろざき まいおり）」に改名したが、本名を捨てていない数少ない零崎。
上述の一件の最中に、早蕨の兄弟に手首を切断されるが、罪口積雪作の義手をつけるようになる。また、常にスパッツを履き、メイクなどにもこだわるおしゃれな女子である。
〈物語〉シリーズとのコラボ作品『混物語』にも登場。零崎一賊と奇野師団の抗争の最中に奇野大地を殺害した疑惑を掛けられたことで、約束を破ったと見做され哀川潤の始末対象となり、旧老倉邸に潜伏していた。旧老倉邸を訪れた暦に顔を見られたことで彼を捕らえた。暦が冤罪を晴らすために推理をこじつけたことで潤に投降することを決め彼を解放した。久々に普通の人間に戻れた気がしたと暦に人間試験の「合格」を与えている。
零崎 零識（ぜろざき ぜろしき）
究極と呼ばれた殺人鬼。一賊の父にして、人識の実の父親。既に故人。
零崎 機織（ぜろざき はたおり）
絶対と呼ばれた殺人鬼。一賊の母にして、人識の実の母親。既に故人。
零崎 常識（ぜろざき じょうしき）
詳細不明。「寸鉄殺人（ペリルポイント）」の異名を持つ、零崎の中で最も有名な爆熱の殺人鬼。爆弾遣い。軋識や曲識、人識からは、異名から取って「リル」と呼ばれている。
零崎三天王よりも少し年上で、高笑いしながら人を殺す。人識からは「不愉快爆弾」と呼ばれる高威力の爆弾を作成し、10年前の「大戦争」においても、曲識が常識から受け取った手榴弾を所持していた。相当目立つ人物だとの噂。
想影真心や右下るれろと戦ったことがある模様で、実力はるれろ曰く、軋識よりも上らしい。
零崎壊滅時に死亡したと思われる。

#### 薄野
《薄野武隊》。殺し名第四位。正義のために殺す「始末番」。対極は「奇野」。

#### 墓森
《墓森司令塔》。殺し名第五位。みんなのために殺す「虐殺師」。対極は「拭森」。拷問を得意としており、呪い名・罪口とは拷問用の武器開発を依頼する関係。

#### 天吹
《天吹正規庁》。殺し名第六位。綺麗にするために殺す「掃除人」。対極は「死吹」。

#### 石凪
《石凪調査室》。殺し名第七位。生きているべきでない者、運命に背く者を殺す「死神」。対極は「咎凪」。殺し名の中でも最も特異な例外的存在で、その構成員は文字通り死の神と言われる。異質の格が違う、最下層にして特権階級。殺し名広しといえど、大鎌（デスサイズ）を使うのは彼らだけ。石凪にとって殺しとは「運命」。マイナーな組織で、たまに間違えて呪い名に分類されることがあり、実在が疑われるほど表には出てこない。便宜上殺し名に分類されるものの、石凪は人を殺すのではなく、ただ人を看取るだけとのこと。
石凪 萌太（いしなぎ もえた）
水玉模様の大鎌（デスサイズ）を武器として使用する。
家業に反発し、崩子と共に家を出た。崩子の唯一の家族。詳細は#骨董アパートの住人参照。
石凪 砥石（いしなぎ といし）
零崎のような死神。萌太達が家出をしたことが原因で、闇口衆に出向しており、萌太が残していったデスサイズを武器として使用している。
石凪と死吹のハーフであるため仕事に対して病的で、会話内で「し」が「死」になる話し方は死吹の方言。混血なので石凪としては本来のものより劣る。人識には零崎として名乗る場合、零崎問識と冗談めかして言われた。

#### 時宮
《時宮病院》。「操想術師」。呪い名第一位。「恐怖」「怯懦」を司り、意識を操る操想術専門集団。殺し名「匂宮」の対極の対極の対極の存在。洗脳統制主義で、催眠や洗脳系の術である操想術の使い手。幻覚で自滅を図るなど、決して自分の力で戦わず、殺さない。人の内面に踏み込み、心の弱みに付け込んで呪いをかける。
時宮 時計（ときのみや とけい）
呪い名の最上位、「時宮」の老婆。相手に操想術をかけ、自分を他の人間に思い込ませる「擬態」と呼ばれる術を得意とする。これによって哀川潤へと擬態し、一時は零崎双識を追い詰めた。早蕨兄弟と連携を組み、「空操人形」を提供する。
様々に手を尽くし「匂宮」と「零崎」を衝突させようとした（零崎人識による推測）。だが零崎双識によって殺害されて死亡。
時宮 時刻（ときのみや じこく）
「時刻」という名は、個人名であると同時に「時宮」を追放された者に与えられる称号でもある。
詳細は#十三階段参照。
時宮 時雨（ときのみや しぐれ）
裏切同盟の一人。性別不明。自分を相手の中で条件に合う人間に認識させる術を得意とする。自分が誰に偽装しているかは分からないようだ。
匂宮出夢に化け、零崎人識殺害を試みるが敗北し、死亡。
時宮 時針 (ときのみや じしん)
二十歳の女性ミュージシャン。零崎曲識に心酔しており、彼の経営していたピアノバー『クラッシュクラシック』を買い取り管理している。「重力に従って」、「重力と共に」、「重力のように」などが口癖。

#### 罪口
《罪口商会》。「武器職人」。呪い名第二位。殺し名「闇口」の対極の存在。武器商人の集団。殺し名「墓森」とも（商売上の客として）接点がある。武器に愛されるが故に武器による攻撃が一切通用しないという特徴を持つ。「武器が体に合わなければ体を武器に合わせればいい」という概念が基本姿勢。殺し名にとっての闇口のように、呪い名の中でもやや浮いており、それなりの関わりが持てる程度には異質な存在。しかし武器を人より上に置いているなど、呪われた存在であることに違いはない。殺し名とも武器制作のために付き合いがあり、他の呪い名と比べて関係が悪いわけではない。
罪口 積雪（つみぐち つみゆき）
罪口商会第四地区統括。髪を短く刈り込んだ、壮年の背の高い男。服装は和装だが、黒い手袋を嵌めている。武器開発にしか興味が無く、独自の理想がある人間。零崎曲識の経営するピアノバー「クラッシュクラシック」の常連にして、曲識の音楽の熱烈なファン。彼が最終的に手にすることとなる「少女趣味（ボルトキープ）」を製作。マラカスでありながら「打撃武器としてかなりの威力を持ちつつ、かつ曲識クラスの最上位の音楽家が扱うとグランドピアノ級の音階が出る」という無理難題を二日で両立させた。伊織（舞織）の義手を作ったのもこの人物。
罪口 摘菜（つみぐち つみな）
罪口積雪の妹。武器職人、裏切同盟の1人。「自殺志願（マインドレンデル）」をしのぐシュレッダー鋏「七七七（アンラッキーセブン）」を製作した。

#### 奇野
《奇野師団》。「病毒遣い」呪い名第三位。殺し名「薄野」の対極の存在。既知のものから未知のものまで、ありとあらゆる毒を身体に仕込んで使う。あらゆる毒を風邪でも移すかのように相手に移していく特異性があり、だがそのためほとんどの者がドーピング狂であり短命。死吹に次ぐ貴重種。奇野にとって戦闘とは毒薬の実験であり、殺す相手は被験者。呪い名の中で最も暗殺に向いている。
奇野 頼知（きの らいち）
詳細は#十三階段参照。
奇野 既知（きの きち）
頼知の兄。裏切同盟の一人。罪口の手練れを幾人も毒殺したことがある。「小さな戦争」において人識と戦い、撃退された。
奇野 大地（きの だいち）
15歳の少年。何者かに殺害され、遺体には『自殺志願』の刃型と一致する刺し傷が残されていた。

#### 拭森
《拭森動物園》。「飼育員」。呪い名第四位。殺し名「墓森」の対極の存在。暗示により人間・動物・生物あらゆるものの脳を攻撃する「脳内干渉」の使い手。徹底して戦わずに殺し、自らを認識させず、ターゲットに攻撃されたという自覚すら与えない。序列こそ四位だが、呪い名の中で最も呪い名らしい呪い名。
拭森 貫道（ぬくもり ぬけみち）
裏切同盟の一人。脳内干渉で最も弱いが最も怖い、目的を見失わせる能力を使う。目的を持って生きることを誇り高い行為と考え、だからこそ台無しにしようとする。しかし「目的もなく殺す」零崎一族にその能力は通用せず、人識に撃退される。

#### 死吹
《死吹製作所》。「死配人」。呪い名第五位。殺し名「天吹」の対極の存在。対象の意思に関係なく肉体を支配する「身体支配」の使い手。「し」の発音が「死」となる方言が特徴。呪い名の中で最も相手を傷つけるために自分が傷つくことを厭わず、相手を殺すために自分が死ぬことを肯定している。呪い名の一番の貴重種。
死吹 屍滅（しぶき しめつ）
裏切同盟の一人。概ねの動作しか支配出来ない実力で、対象の前に立って連動させるという鏡写しの身体支配しか出来ない。しかし相手と自分の体の動きと痛みを共有させる「藁人形」という特異なスキルを使う。

#### 咎凪
《咎凪党》。「予言者」。呪い名第六位。殺し名「石凪」の対極の存在。予知を使うらしいが、詳細不明。
咎凪 尖離（とがなぎ とがり）
裏切同盟の一人。予言者。呪い名が辿り着く当たり前の流れとして、時宮時雨と味方同士の殺し合いの果て死亡する。

#### 直木三銃士
暴力の世界でも屈指のプレイヤー集団。人数が少ない為に殺し名には含まれていないが、個々人の実力はそれに匹敵する。血縁関係はなく、直木飛縁魔と彼の弟子で構成されている。
直木 飛縁魔（なおき ひえんま）
直木三銃士のリーダー。拳士。
殺気を感じさせず、相対者に自身の強さを感じさせない。力の流れを自由自在に操作することができる。
人間の可能性を測る癖を持つ。三銃士のメンバーだけでなく、多くのプレイヤーを生徒として育て輩出していた。
直木 泥田坊（なおき どろたぼう）
不自然に背が高く筋肉質な男。リボルバーの2丁拳銃を扱うが本質は拳士。
直木 煙々羅（なおき えんえんら）
花嫁衣装のようなドレスを着た女。二刀流の使い手だが本質は拳士。
直木 七人岬  (なおき  しちにんみさき)
直木三銃士の四人目、最後のひとり。飛縁魔いわく、『俺より強い可能性』。

#### 喜連川研究所研究員
喜連川研究所
研究者でありながらマッドサイエンティスト過ぎて、ER3システムからも弾かれている喜連川博士の研究施設。ごく普通の住宅街に存在する。研究内容が闇に近過ぎるため、暴力の世界に含まれる。
喜連川 茂連（きつれがわ もつれ）
有名でありながら無名の研究者。匂宮兄妹や断片集の製作者。
常人には理解不可能な研究を行っており、人から避けられ、自身も人を避けていた。哀川潤からは研究者よりも錬金術師と表現した方が正しいと評されている。基本的に世間の迷惑にしかならない研究ばかり行っているが、ごく稀に世の需要に一致することもある。自身の精神を他人の体に移す実験の成功で肉体的には亡くなっている。その際、古くなったから新しいものと交換したいという理由で「人格の伝染」技術は施していない。
喜連川 ほつれ（きつれがわ ほつれ）
喜連川茂連の孫娘。5歳くらいの少女。
茂連の研究で創り出されたホムンクルス。喜連川茂連の実験台となり彼の記憶と知恵を移されている。性格・人格は引き継いでおらず同一人物でありながら別人。現在は研究途中だった茂連の作品を片付けており、所属こそしていないもののER3に技術提供を行い宇宙服の製作などに応用されている。
『ふれあい』の対処に悩み、哀川潤に自身の判断の後始末を依頼した。
示際 祭（しめぎわ まつり）
喜連川茂連の実験台。17歳の男性。
通称「噴火災（キャンプファイヤーズ）」。人体の気体化の研究に利用され、右腕をガス状化させ炎に変える能力を付加されている。
ほつれの命令で哀川潤に接触し、実力を試す為に勝負を挑んだ。
『ふれあい』からほつれを助けようとして右腕を失うが、罪口商会によって義手を作ってもらい博士の遺産を管理する仕事に就いた。
『ふれあい』
ガス状生命体。研究テーマ『貧者の一灯』の元、喜連川ほつれと示際祭という実験台を経て創られた喜連川茂連の遺作。
人類の上位として創られた生きている炎。研究進行度は10段階の内3,4段階程度で人間で言う胎児程度の状態でしかなく、フラスコの中で生かされている。知能は高く電子音のような途切れ途切れの音声で言葉を発する。人類を終わらせる可能性があるが研究を放棄することは、プロトタイプである自身の存在を否定することにも繋がる為、ほつれは研究の存続を決めかねていた。
ほつれを炭すらも残さず焼失させ、屋敷に燃え広がり哀川潤にさえも手に負えないと思わせたが偶然の豪雨によって消滅した。しかし、時を前後してER3や四神一鏡など連動するはずのない距離を隔てた世界中の研究施設で意志を持つ炎が誕生している。

#### 十三階段
西東天が理想を成就するために集めた異能集団で、天のカリスマに惹きつけられて集まったともいえる。既存のメンバーが抜けるごとに段位が繰り上がる（一段目の架城明楽は永久欠番）。メンバーの入れ替わりが激しい。十三階段という名前は匂宮理澄が命名した。能力以外にも、西東天の個人的な嗜好から、「眼鏡」という重要な入段条件がある（架城明楽・時宮時刻は例外、闇口濡衣は人相不明）。
架城 明楽（かじょう あきら）
十三階段の一段目。「セカンド」。
詳細は#哀川潤と関係者参照。
一里塚 木の実（いちりづか このみ）
十三階段の二段目。「空間製作者」。「場所」を作るという、ごく希なタイプの能力者。地の利を生かし、敵を分断、分散させるのも得意とする。ただし特殊能力の類ではなく、人間の認識能力の限界を利用した技術であり、相手の意識を一点に集中させ他の全てを空白にする、またはその逆などを行うことができる。
「空間制作」のために地味な格好をしているが、実はゴスロリが好きらしい。一人称は「わたくし」で、敬語で話す一方、隠された性格はかなりエグい。西東天に心酔し、同時に崇拝し、さらに恋している。
澄百合学園出身で、在学中は作戦部に所属していたが、高等部2年次で中退した。成績はかなり優秀だったよう。玖渚機関傘下の「壱外」とは少なからず縁があるらしく、ER3に古い友人が何人かいるらしい。
絵本 園樹（えもと そのき）
十三階段の三段目。「ドクター」。本業は精神科医だが、他人の怪我を治すのが好きという理由で、西東天についている。27歳。
整った顔立ちをしており、御洒落な眼鏡をかけている。また、白衣の下になぜか水着を着用している。外出の際は、晴れでもレインコートに長靴を着用する。
被害妄想で、疑心暗鬼で、傷つきやすく、情緒不安定な上、涙もろい。フレンチクルーラーが大好物。
高級車を所有しているものの、運転駐車技術はあまり高くない。一度、「ぼく」を誤って轢き殺しかけたことがある。
宴 九段（うたげ くだん）
十三階段の四段目。「架空兵器」という二つ名は、何を考えているのかわからない、いるのかいないかさえ、よくわからないという意味からきている。
長いトレンチコートに、目に映るものなど、何一つ信じていないような鋭い目つきが特徴的。十三階段中最も出入りの激しいメンバーで、裏切っては舞い戻る、ということを計5041回ほどしたらしい。
元「レギオン」のメンバー、「滋賀井 統乃（しがい とうの）」という別の名前をもつ。
古槍 頭巾（ふるやり ずきん）
十三階段の五段目。「刀鍛冶」。
祖父である「十一代目古槍頭巾」は、 零崎人識の「錠開け専用鉄具（アンチロックドブレード）」、零崎双識の大鋏・「自殺志願（マインドレンデル）」を手がけ、刀鍛冶として名をはせた。祖父亡き後に「十二代目古槍頭巾」を襲名し、祖父である十一代目の恋人の唯一の傑作で、祖父の遺品となった「無銘（むめい）」を譲ってもらうことを条件に「十三階段」に入った。
見た目は茶髪の今時の高校生だが、西東天からは「萩原子荻の次にすげぇ」と評されている。「ぼく」の周りには滅多にいない「普通」の人物。
時宮 時刻（ときのみや じこく）
十三階段の六段目である「操想術師」。
十三階段のメンバーの中で唯一世界の終焉を見たいと切に願っている。「操想術」を用いて、想影真心を精神的に束縛している。しかし、その束縛が解けたときに想影真心が暴走するように後催眠をし、想影真心の心臓に術をかけていた。素人には目を合わせただけで操想術を施すことができる。だが、「何も見ていない瞳」を鏡とすることで、逆に自滅させることも可能である。
呪い名の最上位「時宮」から追放されたという経歴を持ち、「時刻」という名は追放者に付けられるものである。
右下 るれろ（みぎした るれろ）
十三階段の七段目。「人形士」。
人間を人形にして操る人形士で、想影真心を物理的に束縛しているが、零崎曲識との戦闘の際、真心の暴走によって負傷し、身体中に包帯を巻いている。やや時間にルーズなところがある。語尾に「さ」をつけるのが癖。絵本園樹とは意外といいコンビである。
闇口 濡衣（やみぐち ぬれぎぬ）
十三階段の八段目。「暗殺者」。闇口憑依の弟。
「隠形の濡衣」、「隠身の濡衣」の異名を持ち、「闇口」の中でも名高い人物。凄腕の暗殺者で、その姿を目にした者は1人残らず殺されているということから、素性を知るものは誰もいないが、姿を見せないまま敗北した経験がある。「あるじ」からの命令を受け、闇口崩子の暗殺計画を実行した。零崎双識とやりあったこともある。
澪標 深空（みおつくし みそら）、澪標 高海（みおつくし たかみ）
十三階段の九段目と十段目である双子の姉妹で、天のことを狂信している。匂宮雑技団の分家、「澪標」に属する「殺し屋」であり、 双子ならではのコンビプレーを見せる。片方が話した言葉をもう片方が繰り返す話し方が多いが、リアクション時にはユニゾンすることもあるほか、戦闘中は片方が紡いだ技名の後半をもう片方が引き継ぐ。
「ぼく」と会った時は法衣を着ていたが、実際は戦闘時のみに法衣を着用しており、普段は普通の服を着ている。
絵本園樹曰く、十三階段解散後「ぼく」に惚れたらしい。独断で古槍頭巾を裏切り者とみなした。
ノイズ
十三階段の十一段目。「不協和音」。
「ノイズ」という名は、西東天が適当につけた記号。その前は、「アンド」、その前は「グンキ」、その前は「ハリア」、その前は「19号」、さらにその前は名前すらついていなかった。つまり「名前」と呼ばれるものがノイズにはなく、「ぼく」が「名前のついていない人間に弱い」という西東天の推理により、「ぼく」対策として十三階段に入れられた。しかし帰ってきた哀川潤にはなんの意味もなく、あえなく撥ねられた。
口調に特徴があり、カタカナが混ざる。
奇野 頼知（きの らいち）
十三階段の十二段目。「病毒遣い」。呪い名「奇野」出身だが、呪い名としては比較的善良な性格である。
カチューシャと、ベルト代わりの自転車のチェーンがトレードマーク。軽佻浮薄さが目立つ。親しみを込めて「キノラッチ」と呼んでほしいらしい。また、「狐さんを愛しちゃってる」と自称しており、彼の好みに合わせサングラスをかけていた。「ぼく」の前に姿を現したときは狐さんの吹き込みにより、浅野みいこを「いーちゃん」だと勘違いしていた。
想影真心暴走の際、死亡する。

#### その他
花撒 小鹿（はなまき こじか）
漫画版の『人間試験』オリジナルの登場人物。早蕨三兄妹に雇われた誘拐屋。
無桐伊織の誘拐を依頼されるが、早蕨三兄妹を裏切り伊織の味方に付く。
零崎人識と遭遇し、伊織を助ける為の交渉材料とする為に戦いを挑み死亡。
三十三間堂 三振（さんじゅうさんげんどう みふり）
漫画版『人間ノック』オリジナルの登場人物。零崎軋識に倒されて死亡。
三十三間堂 二振（さんじゅうさんげんどう にふり）
漫画版『人間ノック』オリジナルの登場人物。
三振を殺した零崎軋識を倒すことで、三振の名を受け継ぐために戦いを挑む。

### 権力の世界
権力の世界（政治力の世界）
玖渚機関、合わせて八家が君臨する政治力の世界。一種の結社のようなものでその力は横向きに広い。普通の世界に対して一番の影響力を持ち、暴力の世界に比べて正体は曖昧模糊。

#### 玖渚機関
日本における数少ない財閥家系の一つであり、その最上モデル。関連企業に傘下企業の数は21200以上で、実質上はその数字を遥かに超える。権力の世界を支配する集団の長で、七つの巨大組織を下部組織としている。玖渚の一族が中枢で、その直系血族は実在が疑われるほど。
世界中に影響力を持ち、「壱外（いちがい）」、「弐栞（にしおり）」、「参榊（さんざか）」、「肆屍（しかばね）」、「伍砦（ごとりで）」、「陸枷（ろくかせ）」、「柒（しち）」の名を飛ばして「捌限（はちきり）」そしてそれらを束ねる「玖渚（くなぎさ）」。西日本に陣取るこれらの組織で、一世界を築いている。本部は兵庫県南東部の神戸、芦屋、西宮の3市にまたがっている。日本に暮らしてい以上、誰であれその支配下にあり、巨大すぎて存在そのものを意識されていない。
「柒の名」は存在しない組織と言われているが、実際は存在している模様。
玖渚 友（くなぎさ とも）
声 - 悠木碧
本作のヒロインで、「青色サヴァン」の異名を持つ。劣性遺伝子である青い瞳と青い髪を持つ、引きこもりの美少女。サヴァン症候群。19歳。
「ぼく」がなんらかの方法で「壊した」ことにより体の成長が13歳で止まってしまっている。一人称は「僕様ちゃん」。玖渚機関直系血族の令嬢で、当初絶縁状態にあったが、兄・玖渚直の機関長就任を機に、復縁を果たした。電子工学・情報工学・機械工学のプロフェッショナル。
京都・城咲にある高層マンションのツーフロアを占領しており、ジャンクフードを食べて生活している極度の偏食家。好物は熊の缶詰。夜の10時が活動開始時間で、基本的に昼夜逆転した生活を送る。一度覚えたことは絶対忘れない。金を湯水以上に使う。
数少ない「ぼく」を本名で呼んだことのある人物（この世に3人しかいない）。また、呼んだ人間で唯一生きている（後に真心も生きていたことが判明）が、「ぼく」に言わせれば「死んでいるも同然の存在」らしい。『クビキリ』の5年前から半年ほどの間「ぼく」と交流していたらしいが、「ぼく」がER3プログラムを受験し日本を離れたため、交流が途切れる。しかし『クビキリ』の直前に「ぼく」がプログラムを中退し帰国したため、それ以前のように交流するようになった。
風呂が大嫌いで、本当は澄んだ青色の髪であるが、風呂にずっと入らないため、濁った青色をしている。1人では極端な上下運動（例・階段の昇り降り）ができないなど、日常生活で様々な支障があるが、これは一人では到底生きられないという、偏った強大すぎる能力の代償らしい。純真で無邪気な性格だが、どこか欠落しているのも、このためである。
かつて日本のサイバー界を地獄に陥れた、「仲間（チーム）」の創立者。《歩く逆鱗》・「死線の蒼（デッドブルー）」の異名を持つ。特定の条件が揃うと性格や目つきが豹変し「死線の蒼」となる（この状態のときだけ、一人称が「私」になる）。「仲間（チーム）」の元メンバー達に会うときはこの状態であるようだ。この場合は、尊大かつ無邪気ゆえたちの悪い性格になり、メンバーに無理難題を言って楽しんだりする。「仲間（チーム）」結成の理由は、「ぼく」が自分の元を離れたこと。
人類最強の構造ロムの持ち主。一度にたくさんのことをするのが得意で、昔、128台のパソコンを同時に操作するという離れ業を見せた。
女児を出産し名付けに、夫共々に最も尊敬する理想の人物、哀川潤から読みを拝借した。
玖渚 直（くなぎさ なお）
玖渚友の兄。玖渚機関機関長。以前は父の秘書をしていた。妹とは逆の性格をしており、整合のとれた人格の持ち主。シスコン。秘書時代は世界で3番目に忙しかった。
匂宮を使って西東天に命を狙われるものの、彼の気まぐれにより襲撃は中止され、生き残った。妹と同じく「うに」が口癖らしい。自分の生まれの高貴さを理解しているため、「殺すなら高貴な私にあった高貴な方法で」と嘯いたりもする。
霞丘 道児（かすみおか どうじ）
玖渚直の親友。「みっちゃん」。かつて玖渚機関の近い所にいた人物。現在の詳細は不明。機械工学方面に関しては素人以前。
「ぼく」に会うまでの玖渚友は、常に直と霞丘と一緒に行動していた。「ぼく」を最初に「戯言遣い」と呼んだ人物。また、サイバーテロ集団「仲間（チーム）」のメンバーの異名の名付け親でもある。
肆屍 然刃（しかばね しかば）
玖渚機関の汚れ役、四の名『肆屍』の古参。
哀川潤に対する包囲網の一人だったが、シースルーの落下に伴い調査団に組み込まれた。
玖渚友からの出産の知らせの手紙を哀川潤に届けた。

### 財力の世界
財力の世界（財政力の世界）
四神一鏡、合わせて五家の統べる財政力の世界。表世界に一番近い世界で、そのためにER3や神理楽に関係者がいることも。
四神一鏡（ししんいっきょう）
「赤神（あかがみ）」、「謂神（いいがみ）」、「氏神（うじがみ）」、「絵鏡（えかがみ）」、「檻神（おりがみ）」の五大財閥。財力の世界ではこの五家がトップに君臨しており、日本の財政、経済界を完全掌握している。戦前から日本を実質的に支配してきた名門で、私有地はほとんど国有地のようなもの。お抱えの私兵部隊があり、中にはプロのプレイヤーに引けを取らない者もいる。効率よく利益を上げることしか興味がなく、効率的なら非人道的なことも人道的なこともする。
「最強シリーズ」の時代では改革のメスが入り、格式ばった伝統社会から改善されつつある。
神理楽（ルール）
日本のER3システムと言われるもの。ER3は組織（コミュニティ）だが、こちらは網合（ネットワーク）であり、幾つもの組織を総じて神理楽という。普通の世界に分類されるが、その背後には財力の世界にある四神一鏡を覗かせている。ER3とはやっていることがあまり変わらない。

#### 四神一鏡関係者
赤神 イリア（あかがみ イリア）
声 - 伊瀬茉莉也
血統書つきで、生粋の赤神財団の財閥令嬢だが、現在は絶縁状態。殺傷症候群（D.L.L.R症候群）で、双子の妹、オデットを殺したといわれる。その際（赤神家にとっては）少しばかりの手切れ金と、日本海に浮かぶ島を与えられた。21歳。鴉の濡れ羽島及び、その屋敷の所有者。哀川潤をかなり信頼している。
赤神 オデット（あかがみ オデット）
赤神イリアの双子の妹。姉・イリアによって殺されたといわれている。
赤神 ヘロド (あかがみ ヘロド)
赤神財団の前当主であり、イリアとオデットの実父。イリアがオデットを殺害してからイリアとは絶縁しており、イリアを鴉の濡れ羽島へ島送りにした。
班田 玲（はんだ れい）
声 - 桑島法子
赤神イリアの所有する鴉の濡れ羽島の屋敷のメイド長で、厳しい性格をしている。
千賀 あかり（ちが あかり）
声 - 桑谷夏子
鴉の濡れ羽島の屋敷の三つ子メイドの長女。外見から性格まで同一に作られており、潤からは三人とも同じと評されている。激しい性格で頭のいい人が好きなように振舞っている。27歳。
ひかり、てる子と共に「〈物語〉シリーズ」とのコラボ小説『混物語』にも登場している。羽川翼を、鴉の濡れ羽島に招待するために舞台となる街を訪れ、人違いから阿良々木暦に対して試験を行う。試験に合格した暦を島に同行させる。
千賀 ひかり（ちが ひかり）
声 - 新谷良子
鴉の濡れ羽島の屋敷の三つ子メイドの次女。温和な性格で、潔癖とも言えるほどの綺麗好きとして振舞っている。成人ながら公共機関を半額で利用できそうなタイプ。27歳。
千賀 てる子（ちが てるこ）
声 - 後藤邑子
鴉の濡れ羽島の屋敷の三つ子メイドの三女。滅多に喋らない嘘吐きとして振舞っている。赤神イリアのSPでもあり、格闘術に秀でている（ひかり曰く、ショートレンジでは無敵）。27歳。
その強さは竹取山決戦時に零崎軋識に勝利するほど。その際鉄仮面を付けていたことから、「メイド仮面」と記述されていた。鉄板入りエプロンを着用。普段は黒縁眼鏡をかけているが、眼鏡をとると他の姉妹と区別がつかない。
三姉妹の名前を読み替えると「血が明かり」、「血が光り」、「血が照る子」というひとつの文になる。
長瀞 とろみ（ながとろ とろみ）
声 - 折笠富美子
檻神財閥の中枢メンバー。
哀川潤に対する包囲網の一人だったが、シースルーの落下に伴い調査団に組み込まれた。
シースルー事件を契機に哀川潤から友達認定され、哀川潤包囲網の同盟から移行した『宇宙対策』同盟の中で哀川潤係と見做され依頼の仲介役にされている。哀川潤係の通称が広まって以降友達が半分減ったらしい。

#### 鴉の濡れ羽島に招待された人々
鴉の濡れ羽島
赤神財団保有の島。本家から永久追放された赤神イリアに手切れ金とともに与えられた。ロシア語で「絶望の果て」の意味。現在、何らかの分野における「天才」を招き交流を行うサロン計画が実施されている。
園山 赤音（そのやま あかね）
声 - 嶋村侑
「天才・七愚人」。ER3システムのトップである七愚人の一人。二十代の若さで日本人として初めて七愚人にまで上り詰めた。30歳。
外国暮らしが長いため、日本の四字熟語やことわざを苦手とする一方、数学と英語だけ得意としている。黒髪のストレート。女性にしては高身長、スタイリッシュな細身。普通の県立高校に通っていた。家族と絶縁して単身アメリカに渡る。空手の大会で全国制覇の経験あり。
伊吹 かなみ（いぶき かなみ）
声 - 川澄綾子
「天才・画家」。究極の個人主義者。数年前まで、病気で目が見えなかった。今も体は弱く、また生まれつき脚が悪く、車椅子での生活をしている。絵に特定のスタイルを持たないことから、天才画家と呼ばれる。29歳。
深窓の令嬢のような雰囲気だが、清楚そうな外見とは裏腹に、プライドが高い。口癖は「知らないの?」
逆木 深夜（さかき しんや）
声 - 浜田賢二
伊吹かなみの付添人で、かなみに絵を教えた。島では「ぼく」や赤神イリア達と同じ「非天才」にあたる。32歳。
佐代野 弥生（さしろの やよい）
声 - 池澤春菜
「天才・料理人」。赤神イリアの所有する、鴉の濡れ羽島の屋敷のシェフ。どんな料理でも、他人より美味しく作ることができる究極にして至高の天才料理人。髪の短い爽やかな女性。30歳。絶対音感ならぬ、絶対味覚の持ち主で、約2万種類の味を20段階の強さに分けて感じ取ることが可能。嗅覚にも優れている。
天才には珍しく、普通の感性の持ち主。
姫菜 真姫（ひめな まき）
声 - 遠藤綾
「天才・占術師」。本名は姫菜詩鳴（ひめな しなり）。子供の頃「姫ちゃん」と呼ばれていた。ひねくれ者しかりお調子者。宣託師とも呼ばれている。29歳。
ESP能力者で、レトロコグニション（過去視）・プレコグニション（予知）・テレパシー（精神感応）・リモートヴューイング（遠隔透視）・地獄耳の能力を持つ。他人の心や過去がテレビのように見える（ただし見ることができるのは自分の寿命が来る2年以内の未来までと自称する）。金髪のポニーテール。キャッチフレーズは「過去を知り、未来を知り、人を知り、世界を知り、全てを知る超能力者」。
軸本 みより（じくもと みより）
声 - 野中藍
「心の天才」。10代で人間の精神を極めた心理学の専門家。19歳。
『最強シリーズ』の時代の七愚人の一人。なれなれしい態度でありながら嫌な感じを与えない。
若いだけで天才扱いされていることに嫌気がさし鴉の濡れ羽島で隠居生活を送っている。努力したことがなく天才であることに嫌気がさし早く歳を取って死にたいと思っている。
哀川潤の深海調査に同行した。

#### 私立澄百合学園関係者
澄百合学園
京都の名門女子進学校にして上流階級専門学校。偏差値と門地門閥が重視される「特権階級養成学校」。だがその実態は四神一鏡専属傭兵養成学校であり、生徒からは「首吊高校」と呼ばれている。卒業者の多くは上位機関であり日本のER3と言われる「神理楽（ルール）」に進学する。
檻神 ノア（おりがみ ノア）
私立澄百合学園の理事長。39歳で、萩原子荻の母親。四神一鏡の末を司る「檻神家」の傍系血族。
母が設立した私立澄百合学園を引き継ぎ、ある「理想」を成し遂げようとしている。人間をただの数字としてしか判断できず、高いところが好き。趣味は、「人に嫌われること、人に忌まれること、人に恨まれること、人に呪われること」。哀川潤とは旧知の仲だったが、2年前に決別。市井遊馬の死に深く関わっているらしい。
萩原 子荻（はぎはら しおぎ）
私立澄百合学園の総代表。「策師」。理事長・檻神ノアの娘。
足元にまで届く黒の長髪が特徴。胸が大きいらしい。剣道は二段の腕前。特定の目的を持たず、常に最善最良の手口を使用する。中等部のとき、雀の竹取山で殺戮奇術集団「匂宮雑技団」と殺人鬼集団「零崎一賊」を敵に回して対等に渡り合った唯一の存在。潤からは一姫、玉藻とのスリーマンセルは一国の軍隊に匹敵すると評されているほか、天も彼女を配下に加えたいと思っていた。頭がよく、「ぼく」の出したクイズから「ぼく」の本名を看破した。一方で、「ぼく」の告白で恥らうという女の子らしい一面も持つ。作者一番のお気に入りキャラである。
玉藻、一姫と共に「〈物語〉シリーズ」とのコラボ小説『混物語』にも登場している。何者かの命令により阿良々木暦の退治に赴き彼を三叉路で挟撃した。暦が三叉路を引き返したパラレルワールドでは彼の殺害に成功している。暦からは羽川に匹敵すると評されていたが「理由がないからこそ戦える」というスタンスを知られてからは正反対だと改められている。
西条 玉藻（さいじょう たまも）
私立澄百合学園1年で、子荻の右腕的存在でもある。「闇突（やみつき）」。由来は病みつき。
髪型は散切りで、ズタズタに切り裂いた黒のセーラー服を着ている。人と会話するのが苦手で、他人と3語以上話すことはめったに無いほか、言いたいことがあっても話の主導権はすぐ人に譲る。口癖は「ゆらぁりぃ」であり、呼吸のようなものである。自分の名前を言い間違えることもある。常に情緒不安定。動くものに反応して襲いかかる性質を持つほか、殺人の動機も「なんとなく」である。
武器はエリミネーター・00、グリフォン・ハードカスタムのナイフ二刀流。自分に対して重いナイフを使用することで遠心力を生かし、小回りのきく攻撃を可能にした。
竹取山では零崎人識と対決し結果的に勝利したが、その際にある行動をとったことをきっかけに人識に気に入られた。
元々はある大企業の令嬢だったが、武装組織に誘拐され、その武装組織と萩原子荻を除く救出部隊の全員を皆殺しにしたことから澄百合学園に引き取られる。その後初等部にして実戦部隊となるが、あまりの狂戦士振りから子荻以外にはまるで扱いきれない。
『混物語』では、暦が三叉路の右の道に進んだパラレルワールドにおいて彼を殺害した。
紫木 一姫（ゆかりき いちひめ）
「戯言遣いの弟子」。私立澄百合学園2年。7歳だが、小さな体躯と幼い顔立ちで、体重は30kgもない。「姫ちゃん」という愛称を好む。「ぼく」を「師匠」と呼ぶ。頭が悪く、全教科赤点。だが手先は器用。人格を自由に形成できる。
「病蜘蛛（ジグザグ）」こと市井遊馬の弟子にして「曲絃糸」の使い手で、師匠から贈られた大きな黄色いリボンと手袋を着用している。カタカナで「ジグザグ」と表記されるときは彼女のことを指す。学園内では「危険信号（シグナルイエロー）」としても知られる。戦闘能力が高すぎるため、子荻からは前線に置くのは卑怯とされ索敵に利用されていた。 前頭葉の言語野に後天的な障害があり、名詞認識能力に問題を抱える。そのためことわざ・慣用句・熟語等を間違って使用することが多い。
『混物語』では、暦が三叉路の左の道に進んだパラレルワールドにおいて、吸血鬼の視力で見えない糸を目視されることを見越して罠を張り、彼を絡め取り長髪を使い絞殺した。
市井 遊馬（しせい ゆま）
私立澄百合学園中等部の元教師の女性。「病蜘蛛（ジグザグ）」。「曲絃師」と呼ばれる空想的な技術者の成り損ない。手足が長く、眼鏡をかけている。
紫木一姫の師匠で、周囲に張り巡らされた細い糸によって5km以内の敵の居場所を把握できる。竹取山で萩原子荻に協力した際、山全体に糸をめぐらせ、そこにいる人々の行動を監視するという離れ業を見せた。その際人識と知りあう。
福岡県博多出身。5年前、友人である哀川潤と組んでアメリカで仕事をした際、一姫と知り合った。一姫からはとても慕われており、人格を消したときの状態でも、「彼女といたらこんな私でも救われる気がする」と言われるほど。

### その他

#### 哀川潤と関係者
哀川 潤（あいかわ じゅん）
声 - 甲斐田裕子
《人類最強》。全ての世界を股にかける「人類最強の請負人」。推定24歳。合法・非合法問わず、お金さえ積まれれば、どんな仕事でも引き受ける。万能家。典型的主人公体質。変装・声帯模写および声帯同化・ピッキング（その技術は指紋認証までにも及ぶ）・読心術及び口唇術の達人。「人類最強の請負人」、「赤き征裁（オーバーキルドレッド）」、「死色の真紅（しいろのしんく）」、「砂漠の鷹（デザート・イーグル）」、「一騎当千」、「仙人殺し」、「嵐前の暴風雨」、「相棒殺し」など多くの異名があり、「炎上するビルの40階から飛び降りても無傷だった」「ソウドオフ・ショットガンの零距離射撃を腹筋に食らっても生き残った」「千人の仙人相手に勝った」「哀川潤の踏み込んだ建物は例外なく崩壊する」などの数々の武勇伝・伝説を持つ。分類上は一般人にカテゴリーされる。
10年前からスタイルおよびプロポーション抜群の絶世の美女。だが、目つきは悪い。性格はワイルドかつ、感情的。自由奔放。豪放磊落。放蕩無頼。アンチ癒し系筆頭。トラブルと人をからかうのが大好き。しかし人を馬鹿にするようなことはなく、むしろ過大評価しがちである。
赤い髪や、ワインレッド色のスーツを含め、赤を好む。愛車は真っ赤なコブラ、バイクは直輸入のドゥカティを愛用。考えるよりも先に行動するタイプな為、人類最強でありながら失敗したり敵に倒されたりすることも少なからずあるが、その典型的な主人公体質から、一度戦ったことがある相手には決して負けない。西東天からは「未完成」、哀川潤と二度戦った零崎人識からは「成長過程」と評されており、今でもまだ尚、さらに強くなり続けているようである。本人は「生きたい」と力強く叫ぶことのできる意志の強さこそを最強と評している。
西東天・架城明楽・藍川純哉ら3人の父親によって、「因果を崩壊させる存在」として作り上げられた人間。西東天とその姉の娘であり、潤の名前はその姉の名前からとられた。名字で呼ばれることを嫌い（本人曰く「名字で呼ぶのは敵だけ」らしい）、身内に甘い（弱い）。漫画が大好き（時折人を『ジョジョの奇妙な冒険』のスタンドに置き換えたりしていた）。王道な話が好きで、ハッピーエンド至上主義者。推理小説は嫌い。昔は髪をポニーテールにしていた（それ以前はツインテール）。その頃、式岸軋騎（零崎軋識）の仕事に強制的に協力したことがある。
ラスベガスの地下で孤児たちを纏めて生きていた頃に、三人の父親に引き取られER3の実験体となった。請負人稼業を始めた理由は、後に大戦争と呼ばれる親子喧嘩の最中に出会った中学生に教わったボランティアの言葉から。大きな禍根を残した世界と大戦争中に亡くなった中学生への償いとして請負人を始めた。人類最強のフレーズを考えたのは父親の一人だが、それが定着したのは請負人となってから。その経緯もあり「誰かの為に動くから」こそ最強でいられていると自己分析している。
本気を出せる相手が存在しないため、無意識のうちに自らの力に「制約」をかけているが、『ネコソギラジカル』ではこれを開放し、 《人類最終》 こと想影真心との壮絶な死闘を繰り広げた。
最強シリーズでは、強くなり過ぎた結果、世界規模で「哀川潤への仕事の依頼を禁止」する紳士協定が結ばれ仕事を干されることとなるが、シースルーの調査へ自発的に協力した際に、ヒューレット教授が「シースルーの撃退」を依頼したことで協定が破綻し仕事を続ける事が出来るようになった。シースルーとの出会いや玖渚友の出産の影響を受け、婚活を始めた。
〈物語〉シリーズとのコラボ作品『混物語』にも登場している。吸血鬼退治を依頼されたことで、阿良々木暦の住む街を訪ねた。学習塾跡の廃墟に向かおうとするがカーナビが誤作動を起こしたため、たまたま視界に入った暦を轢き止めて、道案内させ、キスショットの遺志から『よくないもの』によって形成された実態のないキスショットと交戦した。
西尾維新は「メンタルの強さが勝敗に直結する傾向」から自身の全作品で最強のキャラクターと評しており、キスショットよりも強いと述べている。一方で『混物語』では「怨念の前では信念も無意味」でキスショットには勝てないと影縫余弦に推測されている。
西東 天（さいとう たかし）
《人類最悪》。哀川潤の実の父親。狐の仮面を被っているため「狐さん」と呼ばれる。人類最悪の魂の持ち主にして、「人類最悪の遊び人」。39歳。
かつて「チーム」と対立した辣腕の機械師「砂漠の狐（デザート・フォックス）」でもある。29歳の頃に因果から追放された以後、表立って行動できない身になった。世界の終焉を望み、そのために手足として「十三階段」のメンバーを集める。その際の加入資格は「眼鏡を掛けていること」。「ぼく」を「俺の敵」と認識して以後、世界の終焉に向けて動き始めた。愛車は白のポルシェ。漫画をこよなく愛している。眼鏡フェチ。「周囲を狂わす」存在であることは「ぼく」と共通する。
全ての事物は代替が可能であるという「ジェイルオルタナティブ」と物語はどうであれ全て同じ場所に行き着くという「バックノズル」の二大理論を掲げる。口癖は「ふん」と、「そんなことはどちらでも同じことだ」。また相手の台詞を反復する癖もある。その場合は「○○か、ふん」となる。哀川潤を「未完成」と罵っているが、彼女が想影真心に勝利した際には「自慢の娘」と評した。
架城 明楽（かじょう あきら）
西東天の元協力者で、哀川潤の父親の1人。十三階段の一段目で、集団内では永久欠番として扱われている。「セカンド」。「邪悪」と評されている。西東天が「代わりの効かない存在」として唯一認めている存在であり、彼と対等な立場にいる。西東天の着けている狐の面は、元々は彼の物だった。10年前、哀川潤によって殺されている。
藍川 純哉（あいかわ じゅんや）
西東天の元協力者で、哀川潤の父親の1人。「サード」や「鷹（ホーク）」という異名を持っている。哀川潤に直接的な戦いを教えた人物であると同時に、潤が唯一父親と呼べた人物でもある。10年前、哀川潤によって殺されている。哀川潤の「哀川」は、藍川純哉の名字からとられている。
由比ヶ浜 ぷに子（ゆいがはま ぷにこ）
西東天、架城明楽、藍川純哉らが哀川潤とは別のアプローチで世界の終焉の為に作った戦闘メイドロボであり、このことから哀川潤の妹と評される場合もある。体中に重火器を含む様々な武装が施されている。中枢は頭部に内蔵されていないため、首なしの状態で稼働することができる。大戦争の際に零崎曲識と哀川潤によって半壊させられるが、完全に破壊出来たわけではなかった。曲識との共闘以降に再度、哀川潤と戦い完膚なきまでに破壊されたらしい。
『人類最強のときめき』ではひときわ思い出に残った敵として哀川潤が名を挙げており、プログラミングされた命令を超えた殺意や姉へのコンプレックスを感じたと述べている。また、読心術の機能を有したことから、コーヒーテーブルによって廃品を利用され『ライト・ライター』のOSに転用された。
西東 準（さいとう じゅん）、西東 順（さいとう じゅん）
西東天の姉。双子。西東天の十歳年上であり、西東天が十歳の頃に二人共失踪した。この二人の内のどちらかが、哀川潤の母親にあたる。
西東 賢悟（さいとう けんご）
西東天、西東準・西東順の父親。哀川潤の祖父。高都大学人類生物学科教授兼開業医。元々それなりの人物に過ぎなかったが、息子の力に溺れるような形で出世した。天が十三歳の頃に死亡。
西東 真実（さいとう まさみ）
西東天、西東準・西東順の母親。哀川潤の祖母。音楽家。
天が十三歳の頃に、夫・賢悟と共に死亡。
十歳くらいの子供
哀川潤が異世界のような無人島で出会った派手な赤色のドレスを着た三白眼の少女。最強でなく名前もなく、ただ《デザートイーグル》というコードネームで呼ばれていた時代の哀川潤。日本語は喋れずスラング混じりの英語で喋る。千人島で千人の仙人と戦っている最中に異世界のような無人島に辿り着いた。
現在の哀川潤の年齢まで自分が生き続けていることを意外に感じつつ、現在の哀川潤に自分が感じているものがなくなっていることを虚しく感じている。
哀川潤に自分たちがいる場所が生と死の狭間の世界であることを伝え、島の主の元に案内した。
島の主
派手な赤色の着流しを着た三白眼の老女。《人類最強》でも請負人でも哀川潤でもなくなった時代の哀川潤。お婆ちゃんと呼ばれることを嫌っている（本人曰く「お婆ちゃんと呼ぶのは敵だけ」らしい）
《人類最強》の称号は譲渡しているが、遠距離にいる現在の哀川潤を一歩も動かずに吹き飛ばし、力技で星の自転を止める程強くなっており、哀川潤からは現在の自分を瞬殺できると推察されている。
日の半分は生と死の狭間の世界に滞在し、過去に出会ってきた人々だった夜空の星々を眺めるために星の自転を止め夜を留めつつ、朝になると成仏して死んでしまう過去の自分を追い返している。

#### サイバーテロ集団
二十世紀末に、日本で暗躍した集団。「ぼく」が帰国した時期を境に自然解体している。正式な呼称はなく、メンバーそれぞれが好き勝手に名前をつけている。首領である玖渚は「仲間（チーム）」と呼ぶ。玖渚友のための集団であり、全員が玖渚友を崇拝している。玖渚にとって、「ぼく」の代わりのような存在で、本人たちもそのことを理解しているため「ぼく」のことを嫌っている。
兎吊木 垓輔（うつりぎ がいすけ）
元「チーム」のメンバーである、白髪の青年。《裁く罪人》・「害悪細菌（グリーングリーングリーン）」《破壊と破壊と破壊のプロフェッショナル》。「破壊（クラック）」担当。
35歳。「チーム」の中では2番目に年長者。「害悪細菌」という二つ名にちなみ、玖渚に「さっちゃん」と呼ばれている。大垣志人曰く「徹頭徹尾、究極絶無の変態」。「チーム」の中では飛びぬけた嫌われ者。斜道卿一郎研究施設に「特異性人間構造研究」の実験体として幽閉されていた。
エレベーターが嫌いで、斜道研究施設のエレベーターを道具を使わずに分解した。妹が2人いる。自分達を「一群（クラスタ）」と呼ぶ。
日中 涼（ひねもす すず）
元「チーム」のメンバー。《葬る静寂》・「二重世界（ダブルフリック）」。玖渚に「ひーちゃん」と呼ばれている。
挑戦意欲と上昇意識の塊であり、自分以上の存在も自分以外の概念も一切合切認めないエゴイスト。言葉遊びが大好き。セキュリティの突破が得意。性別は女性だが男言葉を使う。自分達を「領域内部（インサイド）」と呼ぶ。
梧轟 正誤（ごとどろき せいご）
元「チーム」のメンバー。《嘲る同胞》・「罪悪夜行（リバースクルス）」。
自分達を「矛盾集合（ラッセル）」と呼ぶ。
棟冬 六月（むねふゆ むつき）
元「チーム」のメンバー。《犇く血眼》・「永久立体（キュービックループ）」。
撫桐 伯楽（なできり はくらく）
元「チーム」のメンバー。《挫ける餞別》・「狂喜乱舞（ダンシングウィズマッドネス）」。
綾南 豹（あやみなみ ひょう）
元「チーム」のメンバー。《回る鈴木》・「凶獣（チーター）」。「探査（シーク）」担当。19歳。玖渚に「ちぃくん」と呼ばれている。
国際連合G8のデータベースをクラッキングした（玖渚曰く「いい線までいった」らしいが、玖渚自身が作った第87防衛ラインに引っ掛かった）罪で現在は刑務所入り（懲役150+8年）。銀河系で分からないことはないらしい、超絶辣腕シーカー（探索者）。『クビキリサイクル』や『サイコロジカル（上）』で玖渚の頼みで度々調べ物をし、情報を彼女に提供している。足が速く車に“追突”し賠償を科せられたことがある。自分達を「集団（メイト）」と呼ぶ。
式岸 軋騎（しきぎし きしき）
元「チーム」のメンバー。《蠢く没落》・「街（バッドカインド）」。玖渚に「ぐっちゃん」と呼ばれている。髪をオールバックにし、立派な背広にフェラガモの靴といういでたちをしている。
物理的な組み立て・解体作業を得意とする。他のメンバーが無力であるネットワークの繋がっていない場所でも唯一、力を発揮できる。玖渚を「暴君」と呼び、自分達を「同士（パーティ）」と呼ぶ。
零崎一賊の「愚神礼賛（シームレスバイアス）」こと「零崎軋識」と同一人物だが、この身分の時は得物である「愚神礼賛（シームレスバイアス）」を使用しない。
滋賀井 統乃（しがい とうの）
元「チーム」のメンバー。《蘇る失墜》・「屍（トリガーハッピーエンド）」。玖渚に「なっちゃん」と呼ばれている。眼鏡を掛け、コートを着た女性。
『ネコソギラジカル』で「ぼく」に、玖渚の末期を伝えにきた。十三階段の「宴九段」と同一人物。玖渚を「蒼（ブルー）」と呼び、自分達を「軍団（レギオン）」と呼ぶ。

#### 地球外生物
シースルー
『人類最強の初恋』にて登場。
《人類外》。哀川潤に直撃し東京を壊滅させ巨大なクレーターへと変えた宇宙からの落下物。機械では観測できないステルス性を有する為、鉱物なのか生物なのかも定かではない。
観測者にとって理想の正体像として認識され、シースルーを観測した者は、シースルーを守りたくなり大切にしたくなる。フロイライン・ラヴ曰く、シースルーと接した時に抱く気持ちは『恋』が最も近い（当初は『萌え』と例えられたが海外には通じなかった為言い換えられた）。この性質は強制力ではなく影響力であり、呪い名の技術が感情を『上塗り』するものだとするならば、シースルーの性質は『下地』を作るものだと例えられている。
言葉を喋るように認識されるが、受け答えが成り立たない。哀川潤に人類を滅ぼす手伝いを依頼した。
ストーンズ
『人類最強の失恋』にて登場。
月のマスコンエリアの地中に棲息する鉱物の塊のような生物。哀川潤の2〜3倍程の人型で関節は球体関節。その体から強力な重力を発生させている。石粒大の破片でさえ哀川潤でも持ち上げられない程の重量で、彼女の渾身の蹴りを受けてもびくともしない程頑強。
正体は100年前に規格外に超出した強さと優秀さを疎まれ地球から、仕事と騙され月に追放されたロシア圏の人間。マスコン岩石を加工し宇宙服として身に纏っていた。マスコン岩石に含まれていた僅かな酸素を糧に、飲まず食わずで生きながらえ地球に帰還することを夢見ていた。
地球に帰還しても再び疎まれることはわかっているので100年かけて弱体化を続けており、自身でも不可能だったマスコン岩石の破壊を哀川潤が達成した際には、人類が自分を超える程強くなったと思い歓喜した。

#### 深海生物
セイマーズ
シーラカンスのような古代魚を想起させる外見の深海魚。命名は軸本みより。多種多様な深海生物と共に共生関係を越えた統率の取れた生態系を形成している。
噛み付いた物体に有機物・無機物問わず同化する生態を持ち、沈没船を餌に人間を誘き寄せていた。
人魚
深海の生態系の頂点。人間と同化し人間の「頭脳」を得たセイマーズ。作中ではER-3の調査団と同化した個体が登場したが、彼等を誘き寄せる為に宝船を撒き餌としたことから他にも個体が存在することが推測されている。
上半身は干からび死んだ魚のようなうつろな目をしており人間としての自我は残っていない。
ドラギーバッグ
深海の生態系を構成する鯨をも飲み込みかねないほど巨大な爬虫類のウミヘビ。撒き餌とする沈没船を収集・回収する役目を担う。

## 書籍情報

### 小説
| 巻 数                    | タイトル                                      | 刊行形式                 | 初版発行日付             | ISBN                     | ページ 数                | 備考 |
| 戯言シリーズ（既刊10巻） | 戯言シリーズ（既刊10巻）                      | 戯言シリーズ（既刊10巻） | 戯言シリーズ（既刊10巻） | 戯言シリーズ（既刊10巻） | 戯言シリーズ（既刊10巻） | 戯言シリーズ（既刊10巻） |
| ------------------------ | --------------------------------------------- | ------------------------ | ------------------------ | ------------------------ | ------------------------ | --- |
| 1                        | クビキリサイクル 青色サヴァンと戯言遣い       | ノベルス                 | 2002年2月5日             | 4-06-182233-0            | 379                      | 第23回メフィスト賞受賞。 メフィスト賞応募時のタイトルは『並んで歩く』。 |
| 1                        | クビキリサイクル 青色サヴァンと戯言遣い       | 文庫                     | 2008年4月15日            | 978-4-06-275430-9        | 553                      | 第23回メフィスト賞受賞。 メフィスト賞応募時のタイトルは『並んで歩く』。 |
| 2                        | クビシメロマンチスト 人間失格・零崎人識       | ノベルス                 | 2002年5月8日             | 4-06-182250-0            | 381                      | |
| 2                        | クビシメロマンチスト 人間失格・零崎人識       | 文庫                     | 2008年6月13日            | 978-4-06-276077-5        | 559                      | |
| 3                        | クビツリハイスクール 戯言遣いの弟子           | ノベルス                 | 2002年8月5日             | 4-06-182267-5            | 197                      | |
| 3                        | クビツリハイスクール 戯言遣いの弟子           | 文庫                     | 2008年8月12日            | 978-4-06-276133-8        | 279                      | |
| 4                        | サイコロジカル（上） 兎吊木垓輔の戯言殺し     | ノベルス                 | 2002年11月5日            | 4-06-182283-7            | 242                      | |
| 4                        | サイコロジカル（上） 兎吊木垓輔の戯言殺し     | 文庫                     | 2008年10月15日           | 978-4-06-276179-6        | 331                      | |
| 5                        | サイコロジカル（下） 曳かれ者の小唄           | ノベルス                 | 2002年11月5日            | 4-06-182284-5            | 292                      | |
| 5                        | サイコロジカル（下） 曳かれ者の小唄           | 文庫                     | 2008年10月15日           | 978-4-06-276212-0        | 399                      | |
| 6                        | ヒトクイマジカル 殺戮奇術の匂宮兄妹           | ノベルス                 | 2003年7月5日             | 4-06-182323-X            | 477                      | |
| 6                        | ヒトクイマジカル 殺戮奇術の匂宮兄妹           | 文庫                     | 2008年12月12日           | 978-4-06-276226-7        | 755                      | |
| 7                        | ネコソギラジカル（上） 十三階段               | ノベルス                 | 2005年2月5日             | 4-06-182393-0            | 371                      | |
| 7                        | ネコソギラジカル（上） 十三階段               | 文庫                     | 2009年2月15日            | 978-4-06-276283-0        | 601                      | |
| 8                        | ネコソギラジカル（中） 赤き征裁 vs. 橙なる種  | ノベルス                 | 2005年6月5日             | 4-06-182399-X            | 373                      | |
| 8                        | ネコソギラジカル（中） 赤き征裁 vs. 橙なる種  | 文庫                     | 2009年4月15日            | 978-4-06-276337-0        | 611                      | |
| 9                        | ネコソギラジカル（下） 青色サヴァンと戯言遣い | ノベルス                 | 2005年11月7日            | 4-06-182400-7            | 373                      | |
| 9                        | ネコソギラジカル（下） 青色サヴァンと戯言遣い | 文庫                     | 2009年6月12日            | 978-4-06-276389-9        | 605                      | |
| 10                       | キドナプキディング 青色サヴァンと戯言遣いの娘 | ノベルス                 | 2023年2月5日             | 978-4-06-530234-7        | 272                      | |
| 人間シリーズ（全7巻）    |                                               |                          |                          |                          |                          | |
| 1                        | 零崎双識の人間試験                            | ノベルス                 | 2004年2月5日             | 4-06-182359-0            | 288                      | 壁紙やスクリーンセーバーを収録したCD-ROM付。 |
| 1                        | 零崎双識の人間試験                            | 文庫                     | 2011年12月15日           | 978-4-06-277121-4        | 443                      | |
| 2                        | 零崎軋識の人間ノック                          | ノベルス                 | 2006年10月25日           | 4-06-182509-7            | 329                      | 架空のカードゲーム「零崎一賊の人間コロシアム」のカード封入。 |
| 2                        | 零崎軋識の人間ノック                          | 文庫                     | 2012年5月15日            | 978-4-06-277206-8        | 505                      | |
| 3                        | 零崎曲識の人間人間                            | ノベルス                 | 2008年3月6日             | 978-4-06-182582-6        | 235                      | 架空のカードゲーム「零崎一賊の人間コロシアム」のカード封入。 |
| 3                        | 零崎曲識の人間人間                            | 文庫                     | 2012年11月15日           | 978-4-06-277372-0        | 355                      | |
| 4                        | 零崎人識の人間関係 匂宮出夢との関係           | ノベルス                 | 2010年3月25日            | 978-4-06-182679-3        | 185                      | 架空のカードゲーム「零崎一賊の人間コロシアム」のカード封入。 |
| 4                        | 零崎人識の人間関係 匂宮出夢との関係           | 文庫                     | 2014年10月15日           | 978-4-06-277930-2        | 275                      | |
| 5                        | 零崎人識の人間関係 無桐伊織との関係           | ノベルス                 | 2010年3月25日            | 978-4-06-182680-9        | 253                      | 架空のカードゲーム「零崎一賊の人間コロシアム」のカード封入。 |
| 5                        | 零崎人識の人間関係 無桐伊織との関係           | 文庫                     | 2014年10月15日           | 978-4-06-277937-1        | 381                      | |
| 6                        | 零崎人識の人間関係 零崎双識との関係           | ノベルス                 | 2010年3月25日            | 978-4-06-182681-6        | 165                      | 架空のカードゲーム「零崎一賊の人間コロシアム」のカード封入。 |
| 6                        | 零崎人識の人間関係 零崎双識との関係           | 文庫                     | 2014年10月15日           | 978-4-06-277934-0        | 241                      | |
| 7                        | 零崎人識の人間関係 戯言遣いとの関係           | ノベルス                 | 2010年3月25日            | 978-4-06-182682-3        | 173                      | 架空のカードゲーム「零崎一賊の人間コロシアム」のカード封入。 |
| 7                        | 零崎人識の人間関係 戯言遣いとの関係           | 文庫                     | 2014年10月15日           | 978-4-06-277938-8        | 259                      | |
| 最強シリーズ（全4巻）    |                                               |                          |                          |                          |                          | |
| 1                        | 人類最強の初恋                                | ノベルス                 | 2015年4月22日            | 978-4-06-299040-0        | 265                      | 「人類最強の初恋」（初出：『メフィスト』2014 VOL.1） 「人類最強の失恋」（初出：『メフィスト』2014年Vol.2） |
| 1                        | 人類最強の初恋                                | 文庫                     | 2020年5月15日            | 978-4-06-519716-5        | 368                      | 「人類最強の初恋」（初出：『メフィスト』2014 VOL.1） 「人類最強の失恋」（初出：『メフィスト』2014年Vol.2） |
| 2                        | 人類最強の純愛                                | ノベルス                 | 2016年5月6日             | 978-4-06-299074-5        | 234                      | 『人類最強の熱愛』（初出：『メフィスト』2014 VOL.3） 『人類最強の求愛』（初出：『メフィスト』2015 VOL.1） 『人類最強の純愛』（初出：『メフィスト』2015 VOL.2） 『哀川潤の失敗 Miss/ion1. 4321枚の落書き』（初出：『メフィスト』2010 VOL.1） 『哀川潤の失敗 Miss/ion2. 仲間割れ同好会』（初出：『メフィスト』2010 VOL.2） |
| 2                        | 人類最強の純愛                                | 文庫                     | 2021年2月16日            | 978-4-06-522419-9        | 336                      | 『人類最強の熱愛』（初出：『メフィスト』2014 VOL.3） 『人類最強の求愛』（初出：『メフィスト』2015 VOL.1） 『人類最強の純愛』（初出：『メフィスト』2015 VOL.2） 『哀川潤の失敗 Miss/ion1. 4321枚の落書き』（初出：『メフィスト』2010 VOL.1） 『哀川潤の失敗 Miss/ion2. 仲間割れ同好会』（初出：『メフィスト』2010 VOL.2） |
| 3                        | 人類最強のときめき                            | ノベルス                 | 2017年4月19日            | 978-4-06-299093-6        | 196                      | 『人類最強のときめき』（初出：『メフィスト』2015 VOL.3） 『人類最強のよろめき』（初出：『メフィスト』2016 VOL.1） 『哀川潤の失敗 Miss/ion3. 死ぬほど幸せ』（初出：『メフィスト』2010 VOL.3） 『哀川潤の失敗 Miss/ion4. デジタル探偵との知恵比べ』（初出：『メフィスト』2011 VOL.1） 『哀川潤の失敗 Miss/ion5. 不敗のギャンブラーと失敗の請負人』（初出：『メフィスト』2011 VOL.2）                                                                           |
| 3                        | 人類最強のときめき                            | 文庫                     | 2022年2月15日            | 978-4-06-526649-6        | 256                      | 『人類最強のときめき』（初出：『メフィスト』2015 VOL.3） 『人類最強のよろめき』（初出：『メフィスト』2016 VOL.1） 『哀川潤の失敗 Miss/ion3. 死ぬほど幸せ』（初出：『メフィスト』2010 VOL.3） 『哀川潤の失敗 Miss/ion4. デジタル探偵との知恵比べ』（初出：『メフィスト』2011 VOL.1） 『哀川潤の失敗 Miss/ion5. 不敗のギャンブラーと失敗の請負人』（初出：『メフィスト』2011 VOL.2）                                                                           |
| 4                        | 人類最強のsweetheart                          | ノベルス                 | 2020年5月7日             | 978-4-06-519765-3        | 130                      | 『人類最強のlove song』（初出：『メフィスト』2016 VOL.3） 『人類最強のXOXO（キスハグキスハグ）』（初出：『メフィスト』2017 VOL.1） 『人類最強の恋占い』（初出：『アニメ「クビキリサイクル 青色サヴァンと戯言遣い」解体新書』） 『人類最強のSweetheart』（初出：『メフィスト』2017 VOL.2） 『人類最強のJUNE BRIDE』（初出：『メフィスト』2017 VOL.3） 『人類最強のPLATONIC』（初出：『メフィスト』2018 VOL.1） 『巻末予告 人類最強のhoneymoon』（書き下ろし） |
| 4                        | 人類最強のsweetheart                          | 文庫                     | 2020年8月10日            | 978-4-06-528924-2        | 288                      | 『人類最強のlove song』（初出：『メフィスト』2016 VOL.3） 『人類最強のXOXO（キスハグキスハグ）』（初出：『メフィスト』2017 VOL.1） 『人類最強の恋占い』（初出：『アニメ「クビキリサイクル 青色サヴァンと戯言遣い」解体新書』） 『人類最強のSweetheart』（初出：『メフィスト』2017 VOL.2） 『人類最強のJUNE BRIDE』（初出：『メフィスト』2017 VOL.3） 『人類最強のPLATONIC』（初出：『メフィスト』2018 VOL.1） 『巻末予告 人類最強のhoneymoon』（書き下ろし） |
| その他の作品             |                                               |                          |                          |                          |                          | |
|                          | 人類最強のヴェネチア                          | 四六判                   | 2020年11月9日            | 978-4-06-521559-3        | 326                      | 初出：『メフィスト』2020 VOL.1 |

### 漫画
| 巻 数 | タイトル | 初版発行日付 | ISBN | 備考 |
| 西尾維新（原作）・竹（キャラクター原案）・シオミヤイルカ（作画）『零崎双識の人間試験』講談社〈アフタヌーンKC〉、全5巻 | 西尾維新（原作）・竹（キャラクター原案）・シオミヤイルカ（作画）『零崎双識の人間試験』講談社〈アフタヌーンKC〉、全5巻 | 西尾維新（原作）・竹（キャラクター原案）・シオミヤイルカ（作画）『零崎双識の人間試験』講談社〈アフタヌーンKC〉、全5巻 | 西尾維新（原作）・竹（キャラクター原案）・シオミヤイルカ（作画）『零崎双識の人間試験』講談社〈アフタヌーンKC〉、全5巻 | 西尾維新（原作）・竹（キャラクター原案）・シオミヤイルカ（作画）『零崎双識の人間試験』講談社〈アフタヌーンKC〉、全5巻 |
| --- | --- | --- | --- | --- |
| 1 | 零崎双識の人間試験（1）                                                                                               | 2011年12月22日発売 | 978-4-06-310795-1 | |
| 1 | 零崎双識の人間試験（1）特装版                                                                                         | 2011年12月22日発売 | 978-4-06-362206-5 | ポストカードセット付                                                                                                  |
| 2 | 零崎双識の人間試験（2）                                                                                               | 2012年5月23日発売 | 978-4-06-387822-6 | |
| 2 | 零崎双識の人間試験（2）特装版                                                                                         | 2012年5月23日発売 | 978-4-06-362219-5 | ポストカードブック付                                                                                                  |
| 3 | 零崎双識の人間試験（3）                                                                                               | 2012年12月7日発売 | 978-4-06-387852-3 | |
| 3 | 零崎双識の人間試験（3）限定版                                                                                         | 2012年12月7日発売 | 978-4-06-358418-9 | ストラップ付 |
| 4 | 零崎双識の人間試験（4）                                                                                               | 2013年4月23日発売 | 978-4-06-387882-0 | |
| 5 | 零崎双識の人間試験（5）                                                                                               | 2013年10月23日発売 | 978-4-06-387930-8 | |
| 5 | 零崎双識の人間試験（5）特装版                                                                                         | 2013年10月23日発売 | 978-4-06-362262-1 | フルカラー小冊子付 |
| 西尾維新（原作）・竹（キャラクター原案）・チョモラン（作画）『零崎軋識の人間ノック』講談社〈アフタヌーンKC〉、全4巻   | | | | |
| 1 | 零崎軋識の人間ノック（1）                                                                                             | 2015年1月23日発売 | 978-4-06-388029-8 | 初版本は竹とチョモランによる大判イラストカード付                                                                      |
| 2 | 零崎軋識の人間ノック（2）                                                                                             | 2015年8月21日発売 | 978-4-06-388076-2 | 初版本は零崎人識と匂宮出夢のしおり付                                                                                  |
| 3 | 零崎軋識の人間ノック（3）                                                                                             | 2016年3月23日発売 | 978-4-06-388131-8 | |
| 4 | 零崎軋識の人間ノック（4）                                                                                             | 2016年11月22日発売 | 978-4-06-388213-1 | |

### 関連書籍
西尾維新クロニクル（宝島社、ISBN 4-7966-5092-X）
戯言シリーズ完結記念に発行されたファンブック。戯言キャラクター大図鑑・戯言プログラムの進級試験・西尾維新ロングインタビュー・荒木飛呂彦・北山猛邦との対談・四国巡礼の旅・書き下ろし小説『ある果実』（イラスト・日本橋ヨヲコ）等を収録。
ザレゴトディクショナル 戯言シリーズ用語辞典（講談社〈講談社ノベルス〉、2006年6月6日刊行、ISBN 4-06-182489-9、ページ数：378）
約15万字収録の「戯言シリーズ」専門の辞典。辞典というより裏話集に近い。全ページ袋綴じになっている。巻末には竹による四コマ漫画「戯言一番」が収録されている。
戯言シリーズ限定コンプリートボックス（講談社、2006年9月25日発売、ISBN 4-06-278852-7）
講談社ノベルス版「戯言シリーズ」全9巻と『ザレゴトディクショナル』が収納できるボックス。特典として、Tシャツ・ティッシュ・しおり・豆本・ポストカード・タトゥシール・作者直筆サインとシリアルナンバーが入ったタグが付属する。
アニメ「クビキリサイクル 青色サヴァンと戯言遣い」解体新書（講談社、2017年11月28日刊行、ISBN 978-4-06-220773-7）
西尾維新による書き下ろし短々編「人類最強の恋占い」、竹による「いーちゃん＆玖渚友・私服設定集」、西尾維新×梶裕貴(ぼく役声優)対談などを収録。

## 翻訳
|   | 日本（日本語） 講談社ノベルス | 台湾（中国語） 浮文字 | 韓国（韓国語） ファウストノベルズ                      | アメリカ合衆国（英語） Del Rey |
| - | ----------------------------- | --------------------- | ------------------------------------------------------ | ------------------------------ |
| 1 | クビキリサイクル              | 斬首循環              | 잘린머리 사이클（ジャルリンモリ サイクル）             | The Kubikiri Cycle             |
| 1 | 2002年2月                     | 2006年1月             | 2006年10月                                             | 2008年7月                      |
| 2 | クビシメロマンチスト          | 絞首浪漫派            | 목조르는 로맨티스트（モクチョルヌン ロメンティストゥ） | The Kubishime Romanticist      |
| 2 | 2002年5月                     | 2006年9月             | 2007年2月                                              | 2010年6月予定                  |
| 3 | クビツリハイスクール          | 懸樑高校              | 목매다는 하이스쿨（モクメダヌン ハイスクル）           |                                |
| 3 | 2002年8月                     | 2006年11月            | 2007年9月                                              |                                |
| 4 | サイコロジカル（上）          | 絕妙邏輯（上）        | 사이코로지컬 상（サイコロジコル）                      |                                |
| 4 | 2002年11月                    | 2007年1月             | 2008年4月                                              |                                |
| 5 | サイコロジカル（下）          | 絕妙邏輯（下）        | 사이코로지컬 하（サイコロジコル）                      |                                |
| 5 | 2002年11月                    | 2007年5月             | 2008年4月                                              |                                |
| 6 | ヒトクイマジカル              | 食人魔法（上/下）     | 카니발 매지컬（カニバル メジコル）                     |                                |
| 6 | 2003年7月                     | 2007年12月/2008年7月  | 2008年10月                                             |                                |
| 7 | ネコソギラジカル（上）        | 完全過激（上）        | 모든 것의 래디컬 상（モドゥン ゴセ レディコル）        |                                |
| 7 | 2005年2月                     | 2008年11月            | 2009年4月                                              |                                |
| 8 | ネコソギラジカル（中）        | 完全過激（中）        | 모든 것의 래디컬 중（モドゥン ゴセ レディコル）        |                                |
| 8 | 2005年6月                     | 2008年12月            | 2009年4月                                              |                                |
| 9 | ネコソギラジカル（下）        | 完全過激（下）        | 모든 것의 래디컬 하（モドゥン ゴセ レディコル）        |                                |
| 9 | 2005年11月                    | 2009年12月            | 2009年6月                                              |                                |

『クビキリサイクル』翻訳版のデータを掲載する。
台湾（中国語 繁体字）
『斬首循環-藍色學者與戲言跟班』（2006年1月、尖端出版 浮文字、ISBN 957-10-3173-9）
韓国（韓国語）
『잘린 머리 사이클 - 청색 서번트와 헛소리꾼』（2006年10月、鶴山文化社 ファウストノベルズ、ISBN 89-529-8238-X）
アメリカ合衆国（英語）
『Zaregoto 1: Book 1: The Kubikiri Cycle』（2008年7月、ランダムハウス Del Rey、ISBN 978-0-345-50427-2） - RANDOM HOUSE : Zaregoto 1で冒頭が試し読みできる。

## OVA
| 原作                 | 西尾維新 （講談社ノベルス）    |
| キャラクター原案     | 竹                             |
| 総監督               | 新房昭之                       |
| 監督                 | 八瀬祐樹                       |
| シリーズ構成         | 東冨耶子 新房昭之              |
| キャラクターデザイン | 渡辺明夫                       |
| イメージボード       | okama                          |
| 美術設定             | 大原盛仁                       |
| 美術監督             | 内藤建                         |
| 色彩設計             | 日々野仁 渡辺康子              |
| 撮影監督             | 江上怜                         |
| 編集                 | 松原理恵                       |
| 音響監督             | 鶴岡陽太                       |
| 音楽                 | 梶浦由記                       |
| 音楽制作             | アニプレックス                 |
| アニメーション制作   | シャフト                       |
| 製作                 | アニプレックス 講談社 シャフト |

2016年5月6日に「戯言シリーズ」のアニメ化が発表され、2016年8月20日にシリーズ第1作『クビキリサイクル 青色サヴァンと戯言遣い』のアニメ化となることが発表された。全8巻によるOVAで2016年10月26日より毎月発売される予定だったが、第3巻以降は1か月延期、第6巻以降はさらに1か月延期、第7巻以降はさらに2か月延期される。制作は西尾作品の「〈物語〉シリーズ」を制作したシャフトと新房昭之が担当する。
各巻には副音声として「最強シリーズ」の登場人物によるオーディオコメンタリー「キャラクターコメンタリー」（脚本：西尾維新）が付属する。10年以上前のドキュメント映像を、現在進行中のシリーズの登場人物が見るという形が取られている。

### 製作
製作のきっかけは、プロデューサー・岩上敦宏が2002年に原作を読んだことだった。岩上は「戯言シリーズ」をどのような形でアニメ化するか考えていくうちに、「戯言シリーズ」だけでなく西尾作品全体の展開を考えるようになり、そして生まれたのが「西尾維新アニメプロジェクト」だった。同プロジェクトにより「〈物語〉シリーズ」と『刀語』はテレビアニメ化されたが、『クビキリサイクル』がテレビアニメではなくOVAになったのは、長編ミステリーを1クールで放送する場合視聴者の混乱が予想される、テレビで毎週映像を制作しようとすると求めるクオリティーに達しにくくなることがある、テレビアニメが増加している中で本当に「戯言シリーズ」が好きな人に届けるためにはOVAという媒体が良いのではないかといった理由による。メインターゲットは、かつて原作にはまった20代から30代の男女となっている。
同じ西尾維新原作でシャフト制作のアニメ「〈物語〉シリーズ」とはある程度雰囲気を変えるよう考えられている。「〈物語〉シリーズ」では短いカットを積んで緊迫感を出しているが、本作品ではこの表現をあまり使用していない。また、「〈物語〉シリーズ」における、文字のテロップを短く出すという演出もなるべくしないようにし、ギャグのような描写も控えられている。言葉の読み方やイントネーションは西尾維新が監修している。

### 主題歌
オープニングテーマ「群青世界（コバルトワールド）」（第2話 - 第6話、第8話）
作詞 - meg rock / 作曲 - aokado / 編曲 - ゆうゆ / 歌 - 三月のパンタシア
エンディングテーマ「メルヒェン」（第1話 - 第8話）
作詞・作曲・編曲 - 梶浦由記 / 歌 - Kalafina

### 各話リスト
| 話数 | サブタイトル                              | 脚本     | 絵コンテ          | 演出                       | 作画監督                                                                       | 総作画監督                                   | コメンタリー                 | 発売日          |
| ---- | ----------------------------------------- | -------- | ----------------- | -------------------------- | ------------------------------------------------------------------------------ | -------------------------------------------- | ---------------------------- | --------------- |
| 1    | 三日目(1) サヴァンの群青                  | 木澤行人 | 八瀬祐樹          | 八瀬祐樹                   | 鈴木博文、岩本里奈                                                             | 渡辺明夫 鈴木博文 岩本里奈                   | 哀川潤 長瀞とろみ            | 2016年 10月26日 |
| 2    | 三日目(2) 集合と算数                      | 木澤行人 | -                 | 鈴木拓磨 八瀬祐樹          | 伊藤良明、高野晃久、岩本里奈 鈴木博文、清水恵子、越後光崇 水上ろんど、宮嶋仁志 | 渡辺明夫 鈴木博文 岩本里奈 高野晃久          | 哀川潤 因原ガゼル            | 11月30日        |
| 3    | 四日目(1) 首斬り一つ                      | 木澤行人 | 大谷肇 八瀬祐樹   | 大谷肇                     | 鈴木博文、伊藤良明、清水恵子 鳥山冬美、宮嶋仁志、築山翔太 岩田秀信、沼田誠也   | 渡辺明夫 鈴木博文 岩本里奈 高野晃久          | 哀川潤 軸本みより            | 2017年 1月25日  |
| 4    | 四日目(2) 0.14の悲劇                      | 木澤行人 | 潮月一也 八瀬祐樹 | 平向智子                   | 鈴木博文、清水恵子、岩田秀信 鳥山冬美、伊藤良明、宮嶋仁志 築山翔太             | 渡辺明夫 鈴木博文 岩本里奈 高野晃久          | 哀川潤 石丸小唄              | 2月22日         |
| 5    | 五日目(1) 首斬り二つ                      | 木澤行人 | 大谷肇            | 鈴木拓磨                   | 伊藤良明、高野晃久、清水恵子 宮嶋仁志、築山翔太、鳥山冬美 山崎克之、岩本里奈   | 渡辺明夫 鈴木博文 岩本里奈 高野晃久          | 哀川潤 佐々沙咲              | 3月29日         |
| 6    | 五日目(2) 嘘                              | 木澤行人 | 大谷肇 八瀬祐樹   | 矢野孝典 平向智子          | 岩本里奈、高野晃久、清水恵子 鳥山冬実、櫻井拓郎                                | 渡辺明夫 鈴木博文 岩本里奈 高野晃久          | 哀川潤 長瀞とろみ 因原ガゼル | 5月31日         |
| 7    | 五日目(3) 鴉の濡れ羽                      | 木澤行人 | 八瀬祐樹          | 八瀬祐樹                   | 岩本里奈、高野晃久、鈴木博文 清水恵子、石原恵治、鳥山冬美 櫻井拓郎             | 渡辺明夫 鈴木博文 岩本里奈 高野晃久          | 哀川潤 佐代野弥生            | 8月30日         |
| 8    | 一週間後 分岐 後日談 まっかなおとぎばなし | 木澤行人 | 笹木信作          | 八瀬祐樹 平向智子 浅見隆司 | 鈴木博文、岩本里奈、高野晃久 山村洋貴、清水恵子、柏淳二 中熊太一、伊藤良明     | 渡辺明夫 鈴木博文 岩本里奈 高野晃久 山村洋貴 | 哀川潤 ぼく                  | 9月27日         |

## 謎ときイベント
- クビキリサイクル×ナゾラリー 〜ギフテッドテスト〜（主催：ナムコ、会場：なぞともCafe全7店舗、開催期間：2017年9月15日〜11月30日[38]）